# Église Saint-Antoine de Compiègne
L'église Saint-Antoine est une église catholique paroissiale située à Compiègne, en France. Comme l'église Saint-Jacques, l'autre église du centre-ville, elle a été fondée en 1199 et dépendu étroitement de l'abbaye Saint-Corneille qui possédait le patronage de toutes les cures de la ville. La construction s'effectue pendant la première moitié du XIIIe siècle, mais l'église est profondément transformé au XVIe siècle, sans doute en raison des dégâts subis pendant la guerre de Cent Ans, et elle se présente ainsi comme un édifice assez homogène de style gothique flamboyant. La façade et le chœur avec ses collatéraux et son déambulatoire datent même entièrement du XVIe siècle ; avec leur riche décor sculpté et une grande élégance et finesse des formes, ce sont les parties les plus remarquables de l'église. À l'intérieur, ces parties sont également les plus intéressantes, se caractérisant par des supports prismatiques et des voûtes avec un dessin particulier à liernes et tiercerons. La nef et ses bas-côtés sont par contre assez monotones et ne montrent que peu de recherche stylistique. L'église a perdu la plupart de ses œuvres d'art en 1768, quand un curé soucieux de rendre l'intérieur plus lumineux la fait vider de la majeure partie de son contenu. Classée monument historique par liste de 1840, l'église est restaurée profondément à partir de 1863.
L'église  est affiliée à la paroisse des Seize Bienheureuses Carmélites de Compiègne.

## Localisation
L'église Saint-Antoine est située au centre-ville de Compiègne, sous-préfecture du département français de l'Oise, dans la région Hauts-de-France. Elle marque l'extrémité sud-ouest du centre-ville ancien. Plus particulièrement, l'église est localisée au carrefour des rues d'Austerlitz, Saint-Antoine, des Cordeliers, Pasteur, de Paris et Notre-Dame-de-Bon-Secours. La façade occidentale, en fait orientée vers le nord-ouest, donne directement sur le carrefour, et la façade méridionale de la nef donne sur une petite place, appelée place Saint-Antoine. Le presbytère étant mitoyen de l'église au sud du chœur, il n'est toutefois pas directement accessible depuis ce côté. Le chevet donne sur l'étroite sur la rue Hersan, et la façade septentrionale sur la rue des Cordeliers, qui n'est ici qu'une ruelle.
Si l'église peut paraître quelque peu enclavée au moins de deux côtés, la ruelle formée par la rue des Cordeliers au nord-est était encore la voie la plus large dans les abords de l'église au XIXe siècle. La rue qui contourne l'abside a été régularisée et élargie en 1907. Au sud-ouest, l'actuelle place Saint-Antoine était occupée par des masures qui touchaient presque aux murs de l'église : la venelle qui les en séparait était moitié moins large que la rue des Cordeliers. Ces maisons en mauvais état ont été successivement rachetés par le conseil de fabrique à partir de 1868 afin de pouvoir les démolir et dégager la nef.

## Historique

### Les origines

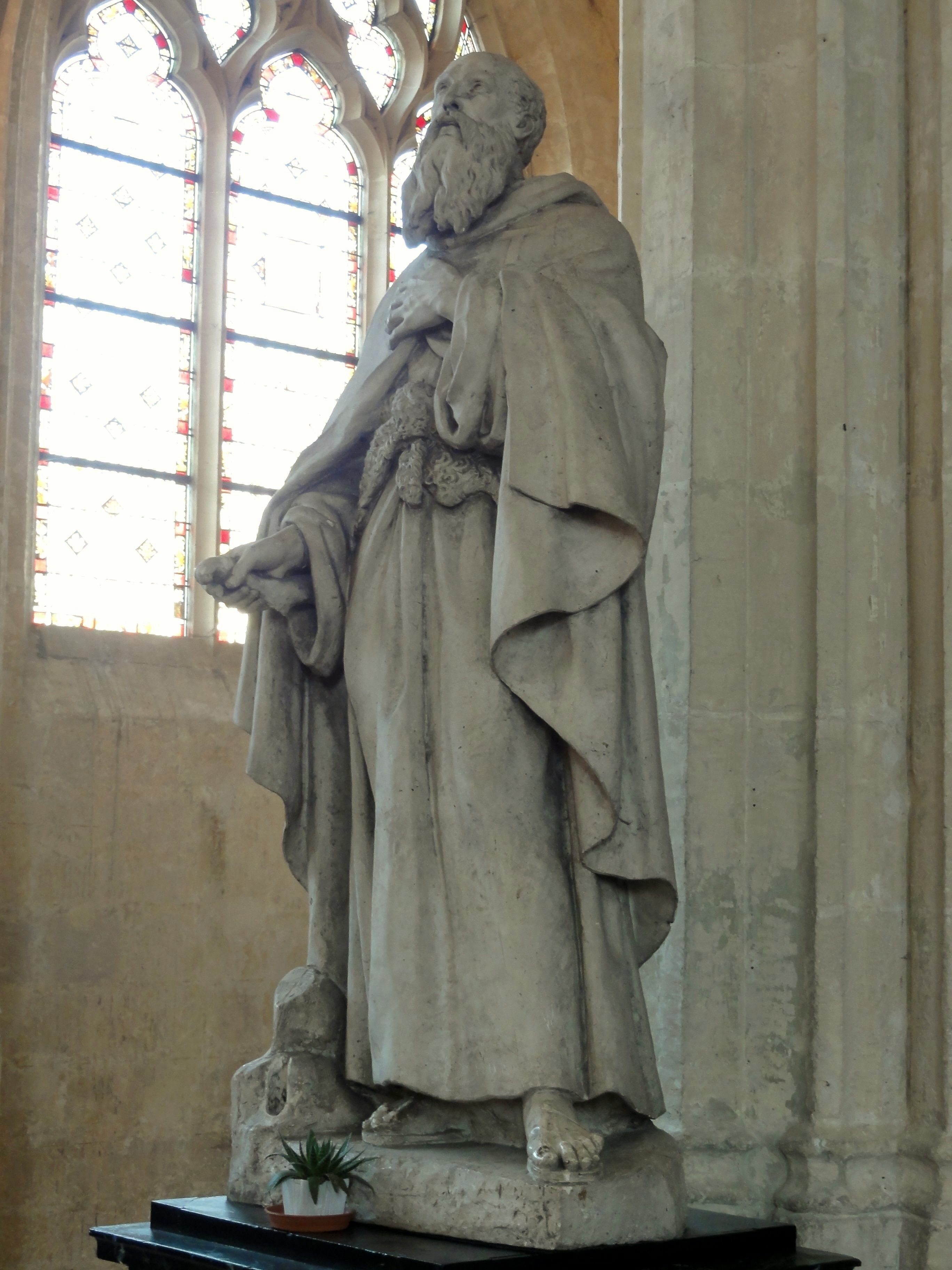
Statue de saint Antoine.

Les origines de la paroisse et de l'église Saint-Antoine s'inscrivent dans le même contexte que celles de la paroisse et de l'église Saint-Jacques. Toute la ville de Compiègne dépend étroitement de l'abbaye Saint-Corneille fondée en 876 et dotée d'énormes privilèges par Charles II le Chauve. Elle ne dépend pas de l'évêque de Soissons mais directement du pape. Contrairement à la majeure partie des églises abbatiales, son église du Crucifix est ouverte aux habitants qui peuvent venir y assister au culte. Au XIIe siècle, la plupart des habitants de Compiègne viennent ainsi écouter la messe à l'abbaye Saint-Corneille. L'unique paroisse que compte la ville, Saint-Georges, se situe déjà nettement en dehors du centre-ville à cette époque, qui s'est apparemment déplacé vers l'est au fil des siècles. L'église Saint-Georges elle aussi dépend étroitement de l'abbaye Saint-Corneille, qui ne lui accorde qu'un seul curé. Avec l'expansion démographique importante que connaît Compiègne au fil du XIIe siècle, les deux églises deviennent très insuffisantes, et le prévôt de la ville adresse une demande au pape Innocent III l'autorisation de pouvoir faire consacrer une chapelle qu'il vient de construire. Le pape demande une enquête et l'évêque se prononce favorable à la création de deux paroisses, mais il n'a aucun droit légal sur la ville. Un accord avec l'abbaye doit être trouvé, ce qui est chose faite début 1199 : tous ses privilèges se trouvent confirmés.
Le territoire de Compiègne est réparti entre trois paroisses, dont deux nouvelles pour le centre-ville, avec comme limite une ligne qui part du pont de l'Oise et passe par l'hôtel de ville. Le patronage des églises appartient à l'abbaye Saint-Corneille, alors que le soin des âmes est accordé à l'évêque, mais il ne s'agit là que d'un droit symbolique : en effet, l'évêque a besoin d'une invitation officielle de l'abbé pour une quelconque cérémonie qu'il veut accomplir dans la ville. Il est possible que la construction de l'église Saint-Antoine commence dès le début du XIIIe siècle, mais elle ne progresse pas rapidement et des chapelles provisoires sont utilisées en attendant que l'église soit suffisamment avancée pour accueillir les paroissiens. L'existence de ces chapelles ressort de contestations entre les habitants et le clergé, parce qu'elles étaient incapables de contenir tous les fidèles, mais rien de précis sur ces chapelles n'est connu. Leurs curés ne sont considérés par l'abbaye que comme de simples vicaires « perpétuels », ce qui ne changera pas jusqu'à la fin de l'Ancien Régime. Un certain nombre de règles sont stipulées, visant à rappeler la suprématie de Saint-Corneille à l'occasion des moments forts de l'année spirituelle. De même, la juridiction continue d'être assurée par l'abbaye. Or, les habitants et les curés n'accepteront jamais définitivement sa domination, et pendant les siècles, les litiges, négociations et transactions s'enchaînent et entraînent de fréquents procès de justice, suivis par des conciliations ou condamnations, et parfois même des excommunications.

### La construction de l'église

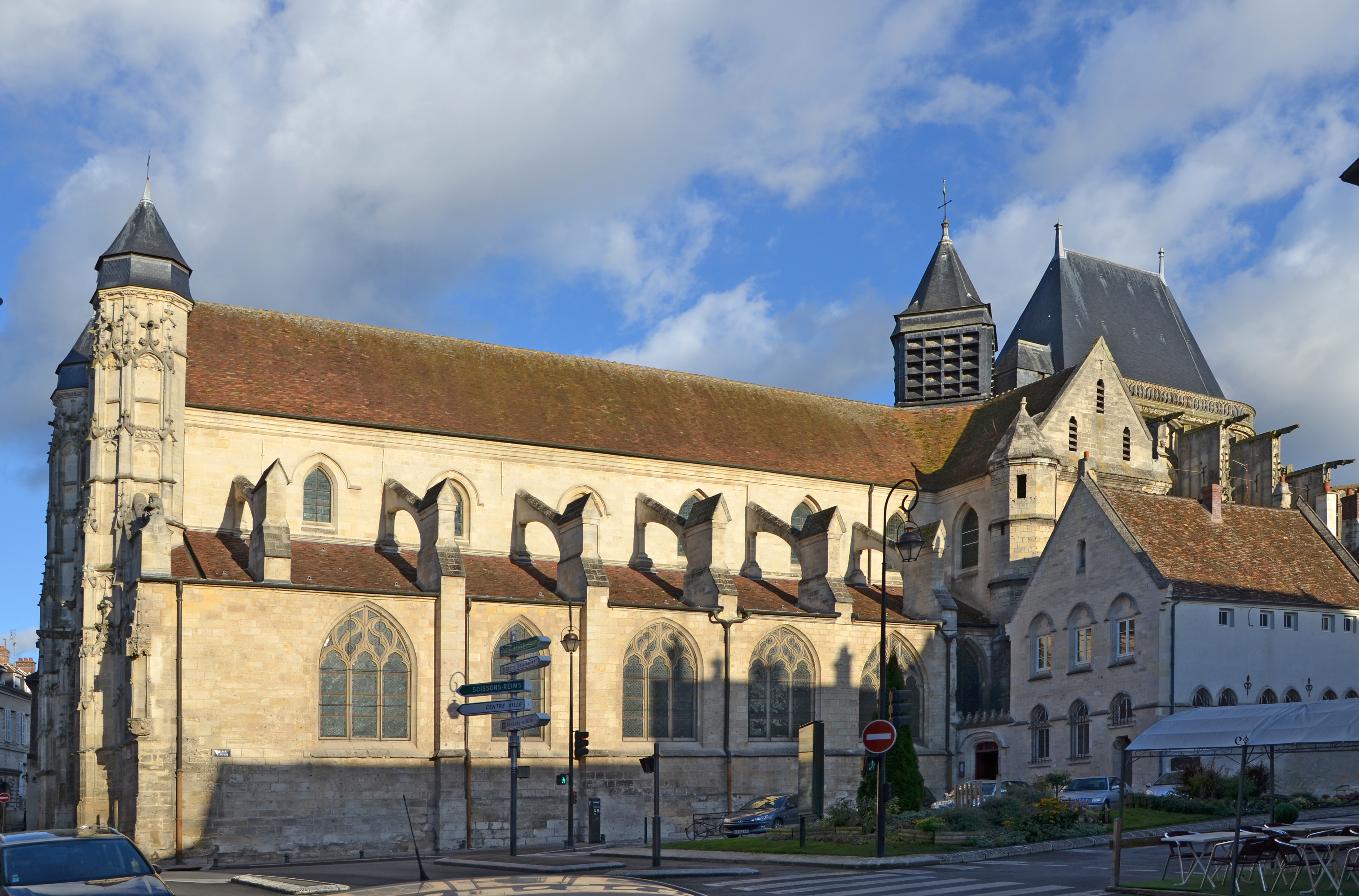
Vue d'ensemble depuis le sud.

Bien que les archives paroissiales soient en grande partie conservées, les traces écrites de la construction de l'église Saint-Antoine se sont perdues, comme c'est le cas de l'église Saint-Jacques. La nef, sans l'avant-nef comportant le portail occidental ; les bas-côtés et le transept ont été commencés pendant la première moitié du XIIIe siècle, à en juger d'après les rares éléments qui subsistent de cette époque. Rien ne peut être affirmé sur le chœur, qui a été entièrement reconstruit au XVIe siècle, sauf qu'il devait également comporter un déambulatoire. En effet, les déambulatoires ne se rencontrent pas dans les églises neuves de la période gothique flamboyante, et ceux édifiés pendant cette période remplacent des prédécesseurs. De la première nef, restent les murs hauts, une partie des fenêtres hautes et les deux dernières grandes arcades : les autres ont été reprises en sous-œuvre. Des bas-côtés d'origine, restent les murs des deux premières travées au sud, sans doute les contreforts entre les chapelles bâties devant les autres travées, et à peu près intégralement les deux dernières travées au nord et au sud, avec leurs voûtes. Toutes les autres voûtes ont été remplacées. Le transept garde encore largement sa physionomie du XIIIe siècle, sans bien sûr les arcades ouvrant dans les collatéraux du chœur, la liaison avec le chœur, et la partie basse du croisillon sud, refaite lors de l'ajout de la sacristie.
Si le chœur semble entièrement dater du XVIe siècle, il est toutefois à noter que la disposition particulière à l'extérieur du chevet, qui se trouve circonscrit par un mur en hémicycle de 2,50 m de hauteur dissimulant deux petites sacristies entre les chapelles rayonnantes, n'est connue ailleurs que dans l'architecture romane. Il semble donc s'agir d'un héritage du chœur d'origine, qui était sans doute la première partie construite conformément à l'usage qui privilégie le chœur, bien que la période romane était terminée depuis plusieurs décennies lors du début des travaux. Il peut être situé au début du XVIe siècle, et traînant en longueur, la toiture n'aurait été achevée qu'en 1584. Ce semble également être la période du remaniement de la nef et des bas-côtés, et les piliers prismatiques que l'on y rencontre également, ainsi que le réseau flamboyant de certaines fenêtres des chapelles, indiquent bien cette époque.

### Le destin de la paroisse à l'époque révolutionnaire
À la paroisse Saint-Antoine, la vie ordinaire prend son cours jusqu'à la fin de la grande messe du 17 février 1791, quand deux délégués du conseil général de la commune s'y présentent. Ils demandent au curé de lire une instruction relative à la constitution civile du clergé, mais l'intéressé s'y refuse, et ils doivent y procéder eux-mêmes. Le curé intervient de plus en plus rarement dans la vie publique, et la dernière entrée dans les registres paroissiaux signée par sa main date du 19 octobre 1792, au bout de plus de quatre mois et demi de silence. Les autorités révolutionnaires envisagent de fermer l'église, sachant qu'elle compte environ 2 000 communiants, et supposant que Saint-Jacques n'en compterait pas davantage : une seule église doit être maintenue dans les communes de moins de 6 000 habitants, et la priorité est accordée à l'église Saint-Jacques. Mais le conseil général de la commune intervient et clame que Compiègne dépasserait nettement ce chiffre, ce qui sauve dans un premier temps la paroisse Saint-Antoine.
Il ne s'agit que d'un sursis, car bientôt après l'interdiction de sonner les cloches proclamée le 18 mai 1793, le culte est supprimé dans toute la France. L'église est rapidement louée à un marchand, nommé Couët, qui y installe un magasin de fourrages. Les tombereaux entrent directement dans l'église, et elle souffre pas mal de dégâts. Administrativement, la paroisse est remplacée par une « section » pour la tenue des registres d'état civil : elle devient la section du midi. Cependant, le rétablissement du culte intervient dès le 30 mai 1795 avec la loi du 11 prairial an III, après une interruption de moins d'un an. Tout d'abord, ce n'est que l'église Saint-Jacques qui en bénéficie, sans doute du fait de son statut d'ancienne église royale. Plus que trois mois s'écoulent encore avant que Couët n'évacue ses fourrages et pour qu'un état des lieux ne soit dressé. L'église est sommairement remise en état, et les offices reprennent avec l'ancien curé Jean Thibaux. Saint-Antoine n'est plus une paroisse, mais seulement une succursale, dépendant dans un premier temps du diocèse d'Amiens avant d'être intégrée dans celui de Beauvais rétabli en 1822. Le 26 novembre 1826, le roi Charles X signe un décret transformant la succursale en paroisse de 2e classe.

### L'évolution de l'édifice depuis leXVIIIesiècle

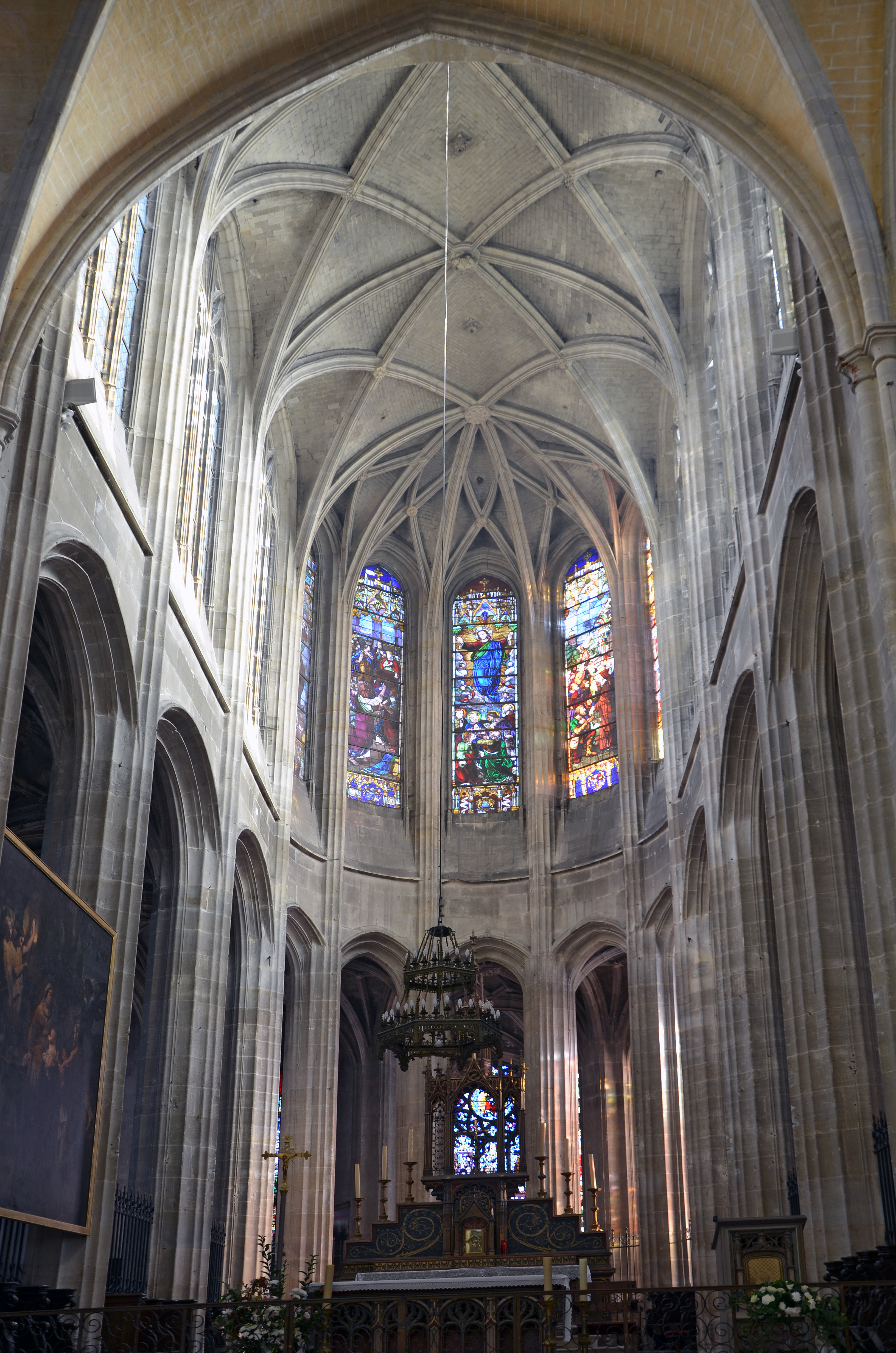
Vaisseau central du chœur.

Depuis la fin du XVIe siècle, l'église se présente donc globalement dans sa forme actuelle, mais elle connaît encore d'importantes transformations au XVIIIe siècle, visant à une adaptation aux goûts de l'époque. L'église est alors très sombre, et ceci pour plusieurs raisons : présence de maisons à deux mètres de distance de certaines fenêtres, vitraux colorés dans des teints souvent foncés, exubérance du mobilier dans le chapelles obstruant en partie les fenêtres, et fenêtres hautes de petites dimensions. En plus, les deux Banc d'œuvre avec leurs hauts dossiers bouchaient toute une travée, et le jubé en pierre ne laissait quasiment pas entrer de lumière depuis le chœur. Le curé Duquesnoy fait alors entreprendre une série de modifications à partir de 1768, suscitant déjà de vives polémiques parmi les paroissiens. Il finit par obtenir leur assentiment en leur laissant emporter les vieux bancs et le mobilier dont il veut débarrasser l'église. La plupart des statues en font partie, et tenant compte des vitraux également supprimés, l'église perd ainsi la plupart de ses œuvres d'art. Duquesnoy envoie à la fonte l'horloge du portail, fait abattre le jubé, fait rabaisser le clocher menaçant de s'écrouler ainsi que la tour d'escalier du croisillon nord et les flèches des tours de façade, fait démolir les quatre clochetons aux angles du transept et condamner le triforium. Il fait également gratter et badigeonner les murs, de sorte que même les chapiteaux perdent leur sculpture, et que la polychromie des murs disparaisse. 1776 est l'année des derniers enterrements dans l'église, pratique désormais proscrite par l'arrêté royal du 10 mars.
Une première restauration proprement dite concerne l'extérieur de l'église et est entreprise en 1823, date gravée dans une pierre de la corniche du côté de la rue des Cordeliers. En 1836, l'intérieur est de nouveau badigeonné, alors que naît le mouvement pour la préservation du patrimoine architectural. Prosper Mérimée en est informé et adresse une lettre à la paroisse, dans laquelle il déplore le « barbouillage » commis à Saint-Antoine, en dépit des circulaires et décrets, et l'impuissance des pouvoirs publics face à cette sorte de vandalisme. L'édifice est classée monument historique par liste de 1840, mais un décret de classement n'est promulgué que le 3 janvier 1889. Dès 1863, commence toutefois une campagne de restauration importante et menée dans le respect des règles de l'art. D'abord, il n'était prévu que de réparer le chœur et de faire bâtir une sacristie, mais l'architecte s'aperçoit du mauvais état des voûtes du chœur et des bas-côtés, qui menacent en fait de s'effondrer. Un emprunt au Crédit Foncier est contracté afin de financer leur réfection et celle des piliers, dont certains avaient été construits en pierre de mauvaise qualité dès le XIIIe siècle. Dans le chœur, les couches de badigeons sont enlevées dans la mesure du possible.

## Description

### Aperçu général

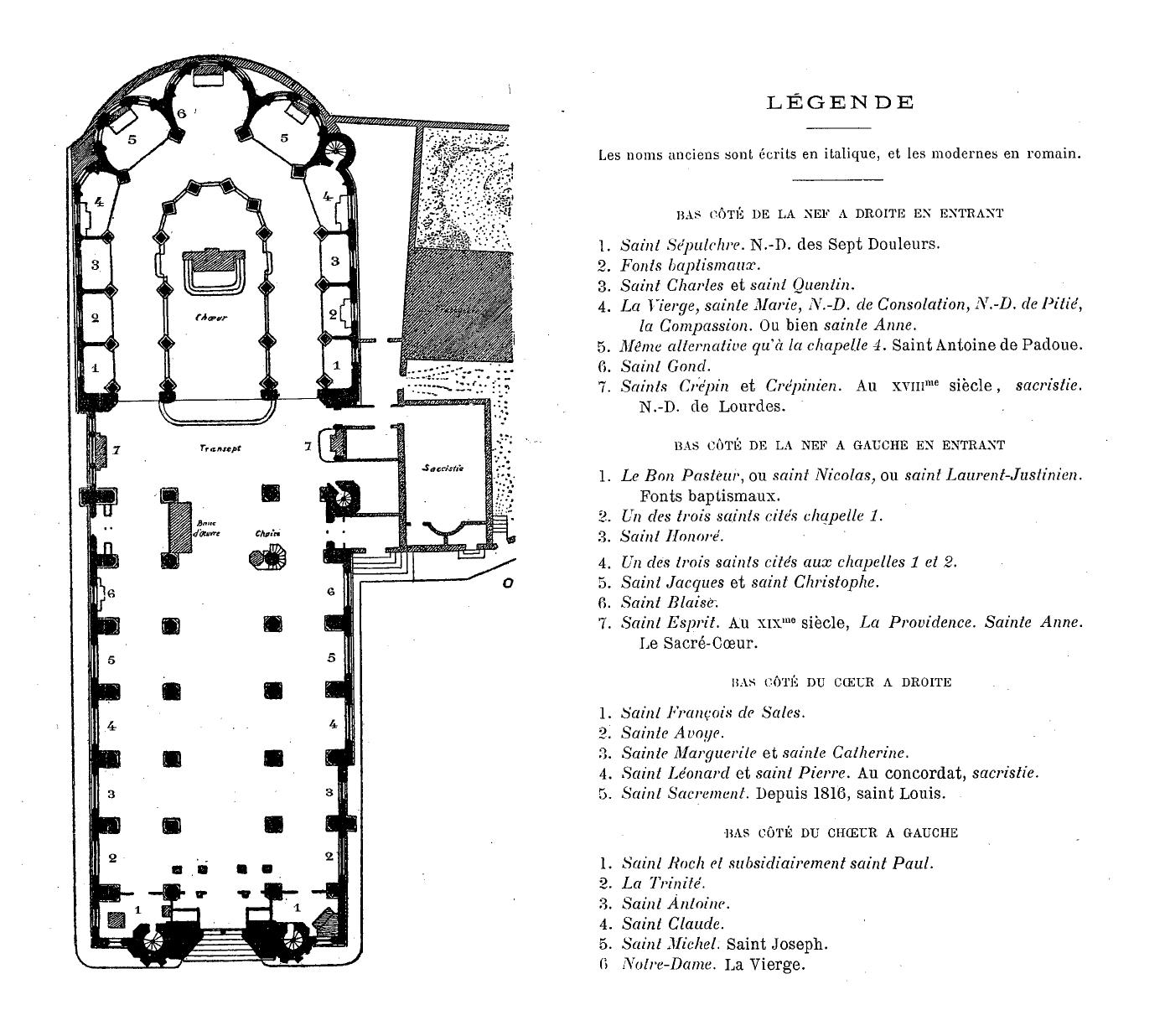
Plan de l'église.

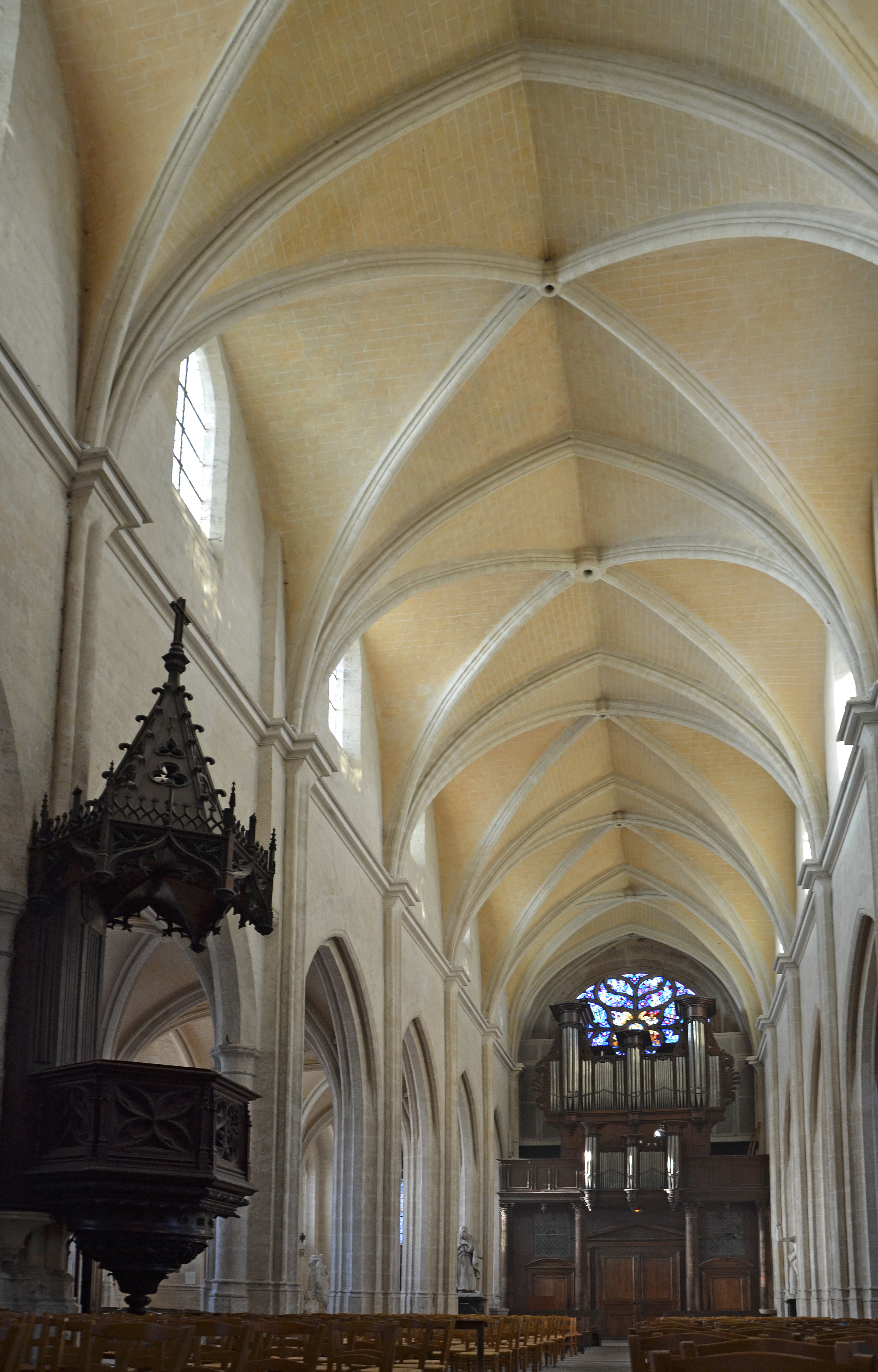
Nef ; vue depuis le chœur.

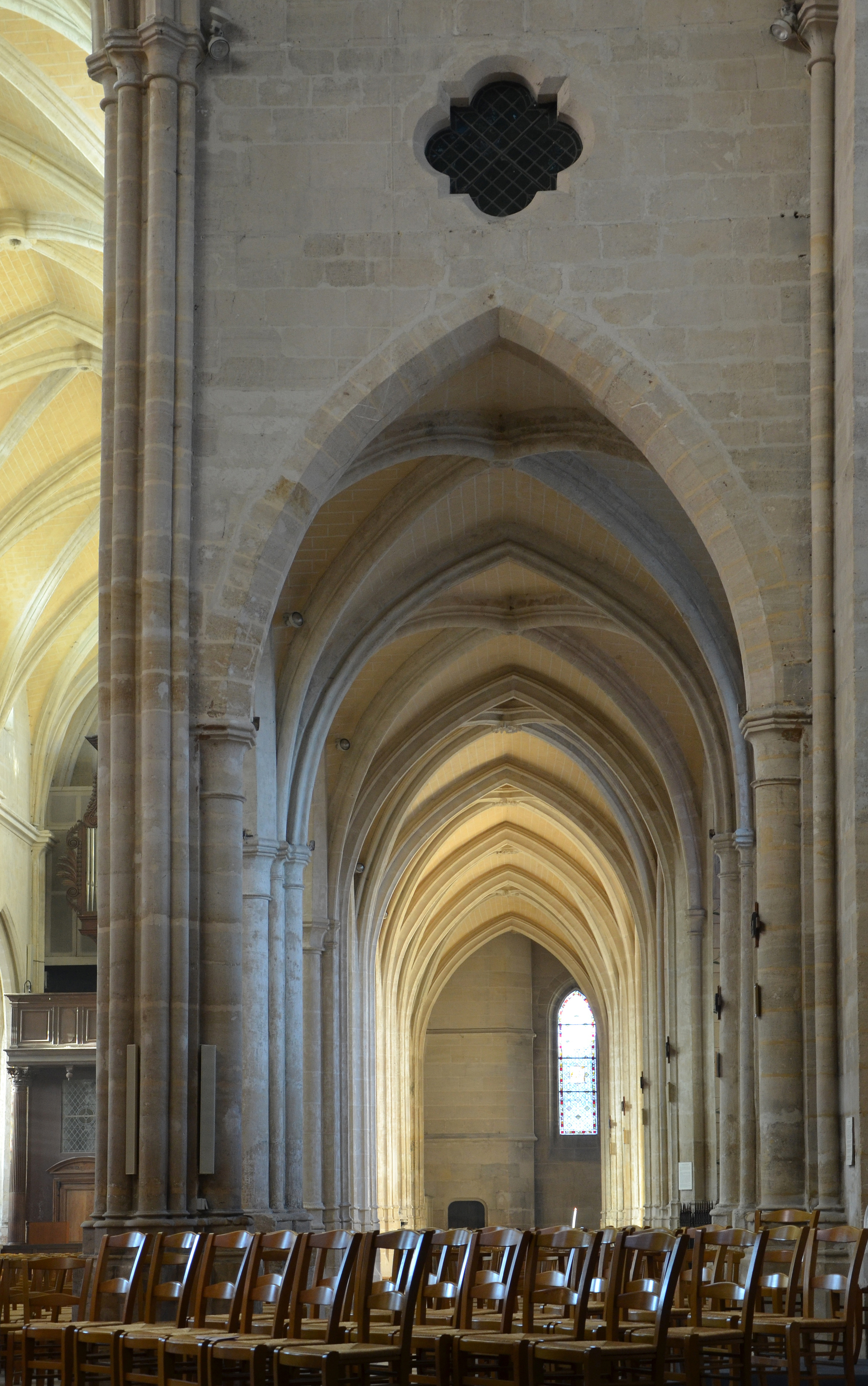
Collatéral nord, vue depuis le transept.

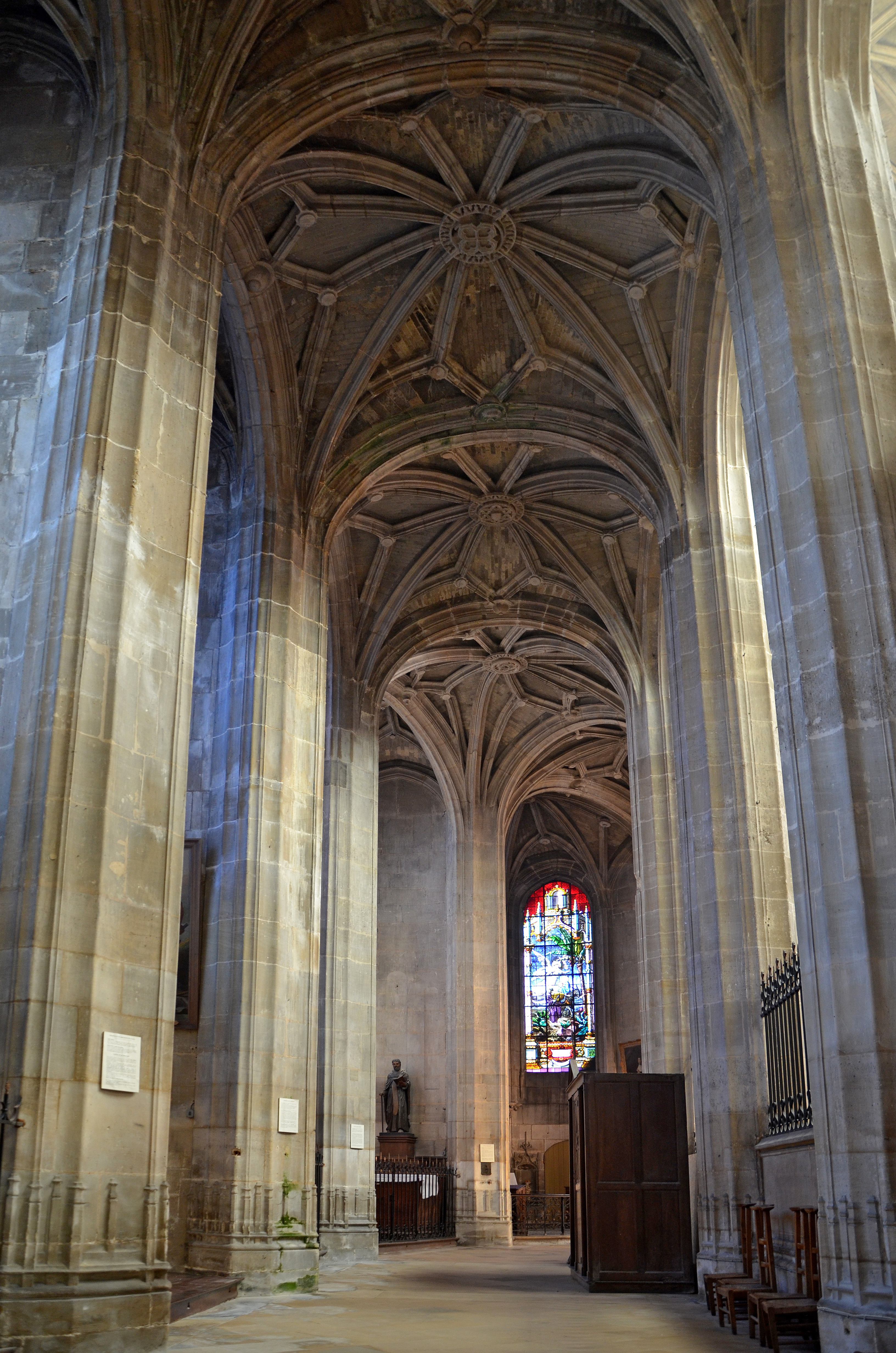
Déambulatoire.

Orientée irrégulièrement nord-ouest - sud-est, l'église Saint-Antoine se compose d'une nef de six travées, précédée par une courte avant-nef ; de deux bas-côtés accompagnant la nef sur toute sa longueur ; d'un transept non débordant ; d'un chœur comportant trois travées droites et une abside en hémicycle ; de deux collatéraux du chœur, de trois travées chacun ; d'un déambulatoire de cinq travées ; ainsi que de cinq chapelles rayonnantes. La première et la dernière chapelle sont d'une profondeur réduite, alors que la chapelle de l'axe est encore plus grande que les deux autres qui la flanquent. La croisée du transept n'est pas carrée, mais moitié plus large que les travées de la nef, dont les bas-côtés ont des travées carrées. L'église est dépourvue de clocher proprement dite ; elle ne possède qu'une courte clocher en charpente placée en biais sur le toit de la croisée du transept. Le portail occidental est flanqué de deux tourelles d'escalier octogonales, dont les toits arrivent cependant à la même hauteur que le pignon de la façade. La sacristie actuelle est bâtie dans le prolongement de la dernière travée du bas-côté sud et du croisillon sud ; elle englobe également le portail méridional. Deux anciennes sacristies occupent l'espace compris entre les trois grandes chapelles rayonnantes. Extérieurement, l'abside est effectivement circonscrite par un mur en hémicycle qui s'arrête au niveau des fenêtres des chapelles rayonnantes. Le vaisseau central du chœur est la partie la plus haute de l'église et domine nettement le transept et la nef, mais déambulatoire, collatéraux du chœur et bas-côtés de la nef s'établissent à la même hauteur. Ces parties basses sont recouvertes par des toits en appentis.

### Intérieur
L'intérieur de l'église paraît d'une grande homogénéité stylistique et appartient en majeure partie au style gothique flamboyant, sauf les deux dernières travées de la nef et du transept qui conservent des traces du XIIIe siècle. Les fenêtres laissent également apparaître une certaine diversité stylistique et traduisent ainsi l'histoire de l'édifice. Par contre, la corniche fortement saillant le long des murs hauts de la nef, évoquant une esquisse d'entablement et donc le style de la Renaissance, est en plâtre et tout à fait moderne. Une caractéristique commune à toutes les parties flamboyantes de l'église est l'absence de chapiteaux. Les nervures des voûtes sont pénétrantes et se fondent dans les supports fasciculés. Dans la nef et les bas-côtés, toutes les voûtes sont des croisées d'ogives simples en arc brisé, et les grandes arcades sont également en arc brisé. Les voûtes des cinquième et sixième travées ont été refaite à la même période que les autres, à la période flamboyante. Dans le chœur, ses collatéraux et le déambulatoire, les arcades et voûtes sont en cintre surbaissé.
La nef est d'une facture très simple et a pratiquement perdu tout intérêt architectural, mais elle paraît lumineuse et élancée. L'avant-nef, qui n'a pas de fenêtres latérales, ainsi qu'une partie de la première travée, sont occupées par la tribune d'orgue. Les voûtes ne présentent ni clés de voûte ni formerets. Toutes les fenêtres hautes sont dépourvues de remplage, ce qui s'explique par leur âge au moins pour les trois premières travées : les baies datent ici des origines de l'église, quand le remplage n'existait pas encore. Les autres fenêtres ont été refaites et sont également des lancettes uniques en arc brisé, mais légèrement plus grandes que les baies d'origine. Sinon, les élévations latérales ne montrent guère de traces du XIIIe siècle, sauf un décrochement du mur au niveau de la cinquième travée au sud, à droite de la chaire. Rien n'est plus visible du triforium avec ses arcades trilobées, dont des vestiges subsistent toutefois au revers des murs, dans les combles des bas-côtés. Ce n'est qu'à l'intérieur des deux dernières grandes arcades et dans les cinquième et sixième travées des bas-côtés que les chapiteaux subsistent, ainsi que dans les arcades vers les deux croisillons. Leurs tailloirs sont octogonaux pour les supports forts correspondant aux doubleaux et carrés pour les supports faibles correspondant aux ogives. Leurs corbeilles ne sont pas sculptés, ou bien leur décor est devenu victime des restaurations. Aucune fenêtre des bas-côtés ne subsiste d'origine. Les bas-côtés n'ont pas davantage de caractère que la nef. Toutes les six travées du bas-côté nord et les troisième à cinquième travées du bas-côté nord se poursuivent extérieurement par des chapelles, qui ne sont en fait que de simples renfoncements, dont le seul intérêt réside dans le mobilier.
Le transept est la partie qui reste la plus proche de sa disparition d'origine, dont subsistent le triplet éclairant le mur septentrional, les fenêtres hautes des murs latéraux identiques à celles des premières travées de la nef, les ogives surhaussées des arcades ouvrant dans les bas-côtés, et la croisée du transept. Sa voûte retombe sur les chapiteaux du second ordre de faisceaux de colonnettes engagées dans les quatre haut piliers. À l'instar des chapiteaux des grandes arcades et des bas-côtés, ces chapiteaux ne sont pas non plus décorés, et comme les voûtes de la nef, celles des croisillons sont dépourvues de formerets. Ainsi, les quatre extrémités du transept n'accueillent chacune qu'une unique colonnette. Les arcades à l'entrée des collatéraux du chœur sont le résultat d'une reprise en sous-œuvre du XVIe siècle. Au sud, toute la partie basse est contemporaine de la construction de la sacristie, et entre les deux portes (l'une de la sacristie, l'autre du portail méridional), une grotte de Lourdes a trouvé sa place.
Face à ce manque de raffinement et d'originalité déjà rencontré dans la nef, le vaisseau central du chœur se remarque par son harmonie et son élégance. L'étage des fenêtres hautes atteint ici une hauteur proche de celle des grandes arcades, le seuil des fenêtres se situe à peu de distance au-dessus des grandes arcades de façon à éviter des murs hauts nus, et les fenêtres occupent tout l'espace compris entre les piliers prismatiques. Celles des travées droites sont, bien entendu, beaucoup plus larges que celles de l'abside, et un long glacis se situe en dessous des baies de l'abside, jusqu'à un bandeau courant tout autour du chœur horizontalement, moyen de souligner l'impression de verticalité. L'abside est voûtée séparément, avec des liernes et tiercerons, comme fréquemment à l'époque flamboyante. Une solution originale a été appliquée dans les trois travées droites, couvertes comme deux voûtes sexpartites superposées, avec des clés de voûte au sommet des doubleaux et des ogives qui ne se croisent pas au milieu de chacune des voûtes, mais à ces clés de voûte ainsi qu'à mi-chemin entre ces dernières et les points de départ. Les nervures prismatiques correspondent stylistiquement aux supports fasciculés, et il s'avère favorable pour l'esthétique du chœur d'avoir été conçu entièrement pendant une même époque.
Les collatéraux du chœur et le déambulatoire forment un ensemble tout à fait homogène, mais les chapelles rayonnantes sont bien entendu plus profondes que les chapelles des collatéraux, avec les différences déjà signalées plus haut. Avec le chœur, c'est la partie la plus réussie architecturalement, et plus encore qu'avec le chœur, l'église Saint-Antoine possède avec lui une création singulière. Ce déambulatoire est généreusement éclairé par les vastes fenêtres des chapelles, ce qui le distinguent de ses homologues des XIIe et XIIIe siècles, et les arcades vers le rond-point de l'abside sont à peine obstruées par le mobilier du sanctuaire, ce qui conserve l'impression d'un espace largement ouvert voulue par l'architecte. Sinon, ce sont le profil surbaissé des arcades et voûtes, qui sont en même temps assez élevés, et le dessin géométrique compliqué des nervures des voûtes, qui donnent leur note particulière au déambulatoire. Une impression de lourdeur qui pourrait résulter des voûtes aussi richement décorées est évitée par le profil en cintre surbaissé, et par les supports fasciculés dans lesquels les nervures se fondent. Toutes les voûtes présentent le même dessin, qui n'est pas loin d'évoquer des fleurs : chaque compartiment est subdivisée par deux au lieu de l'unique lierne habituelle, et quatre tiercerons relient leurs extrémités aux angles de la voûte, au lieu des deux habituels. Les huit clés de voûte secondaires aux points de rencontre des liernes et tiercerons prennent souvent la forme de petites étoiles, et les clés de voûte centrales contiennent des médaillons aux dessins géométriques entourées d'une dentelle de pierre. Les chapelles sont toutes voûtées séparément. Les trois grandes chapelles rayonnantes, rondes à l'extérieur, ont à l'intérieur la forme d'absides à cinq pans et possèdent des voûtes suivant le modèle de l'abside du chœur.

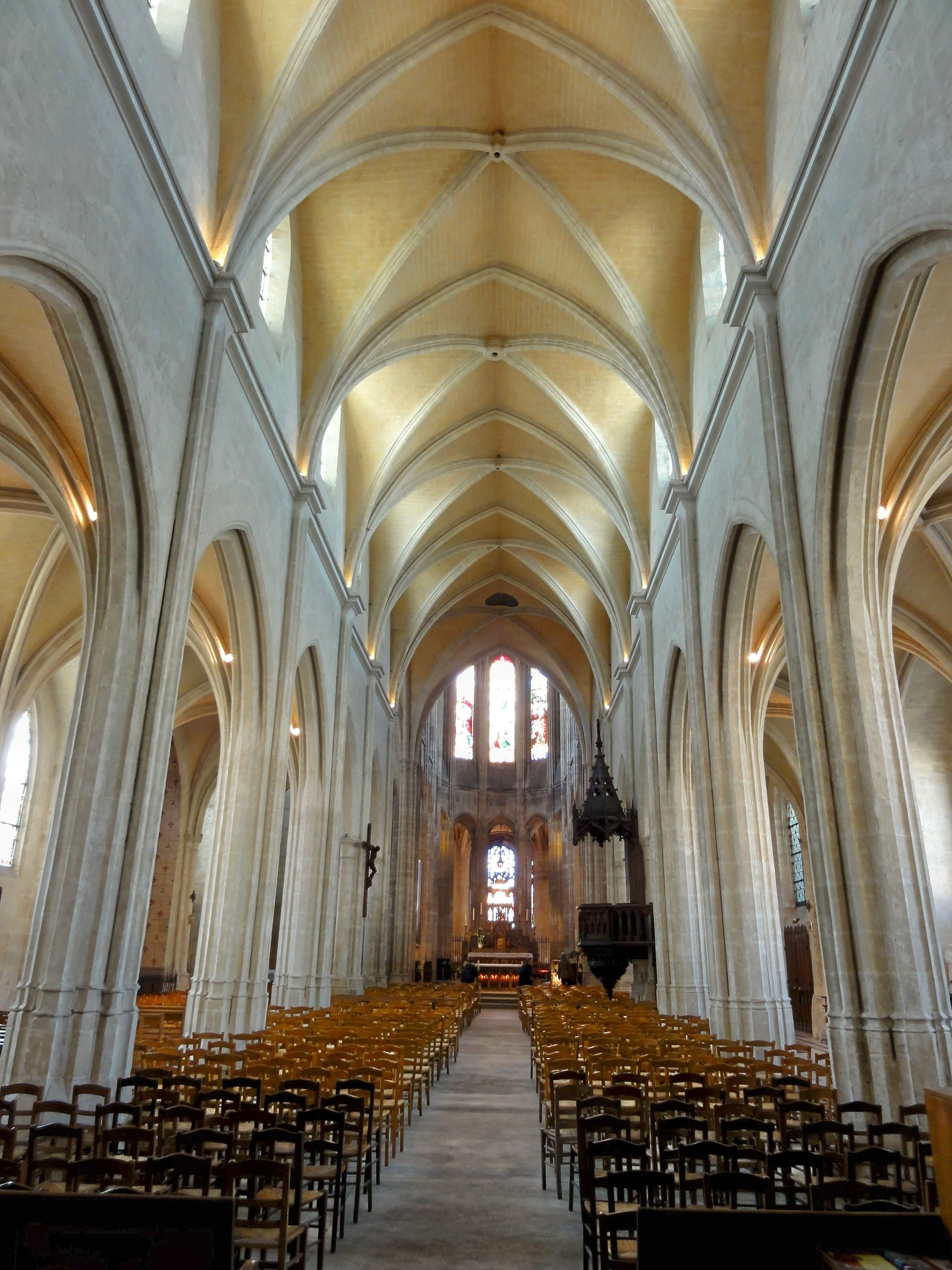
Nef ; vue depuis l'ouest.
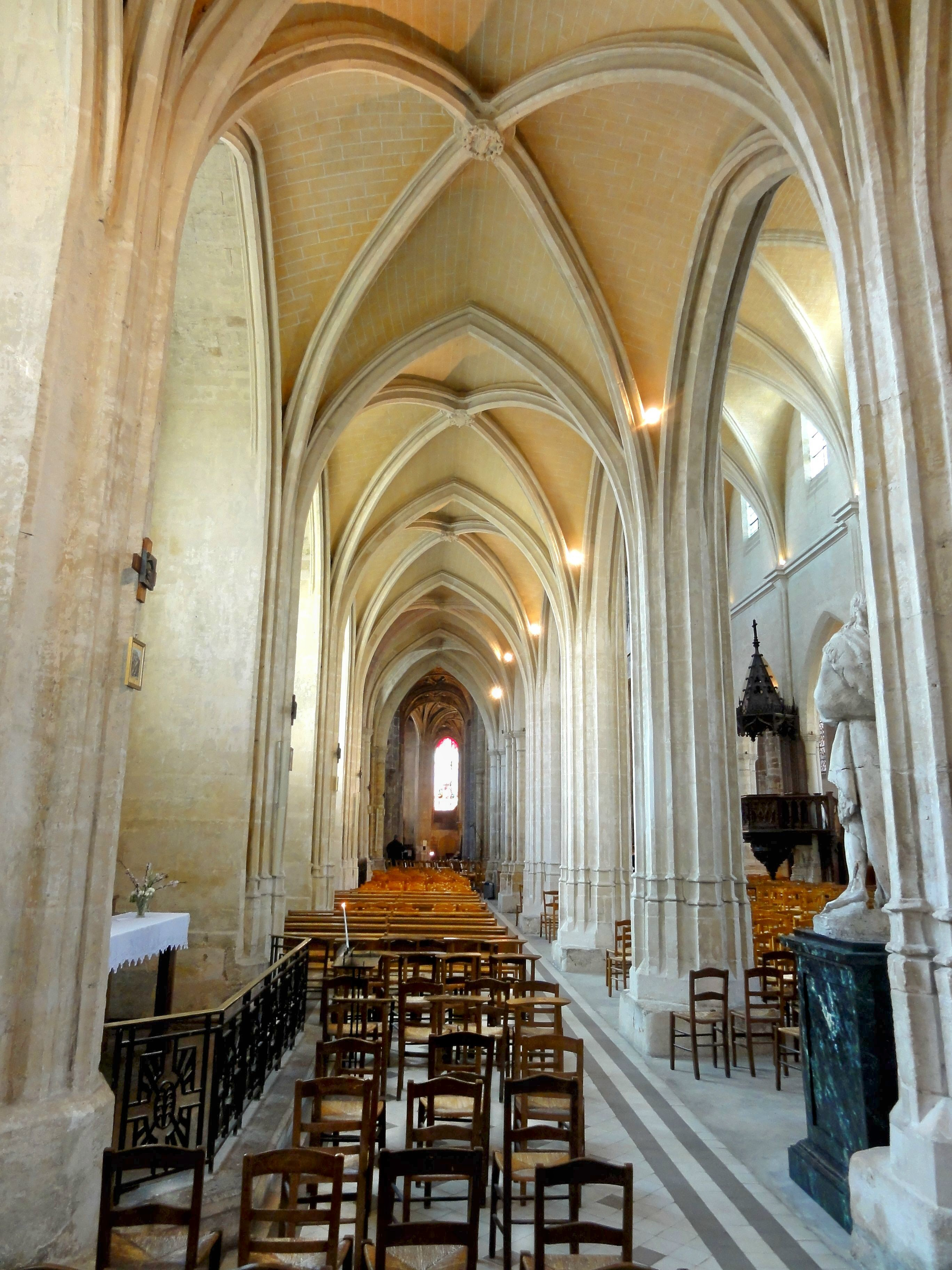
Bas-côté nord.
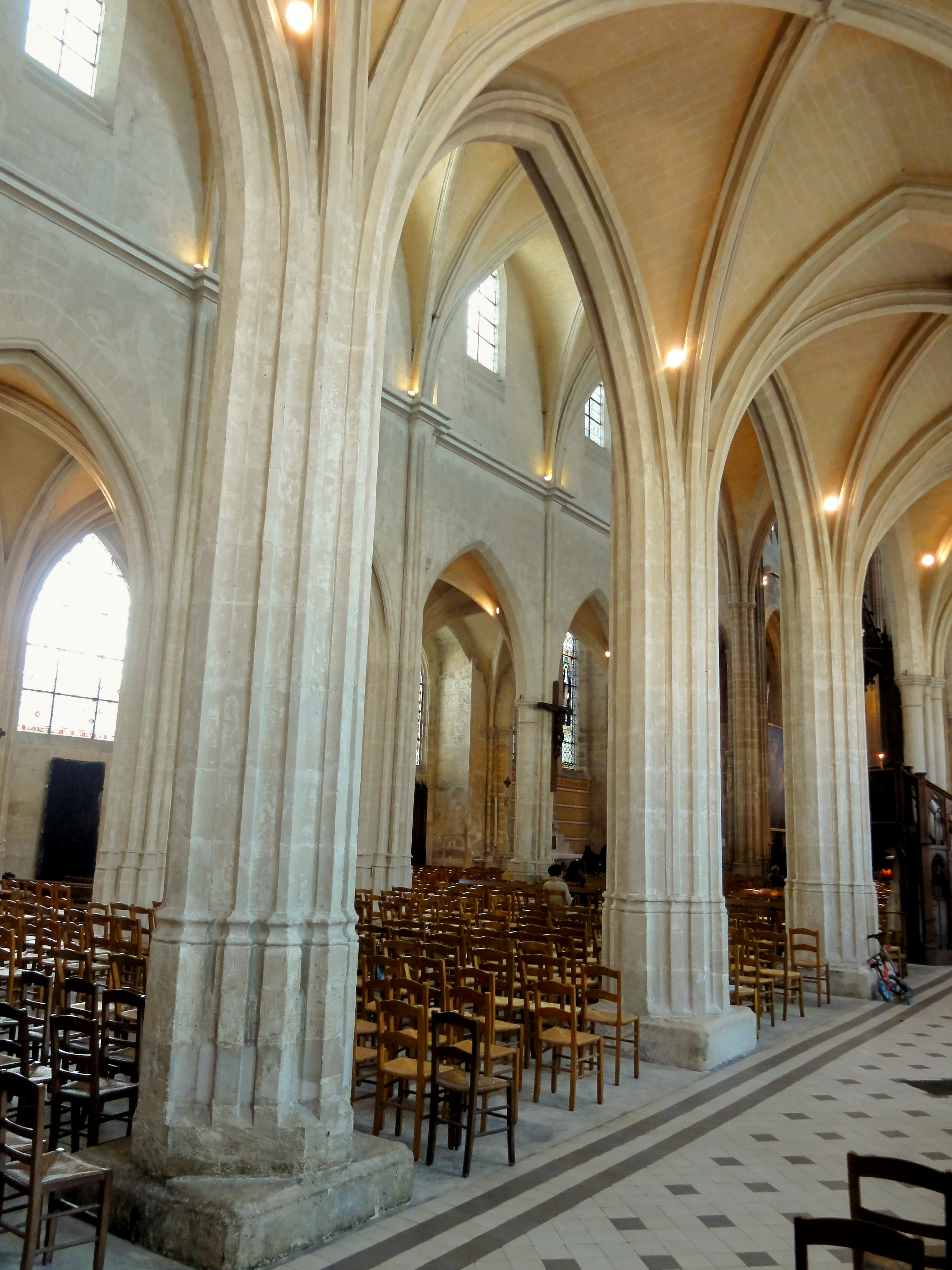
Grandes arcades du sud.
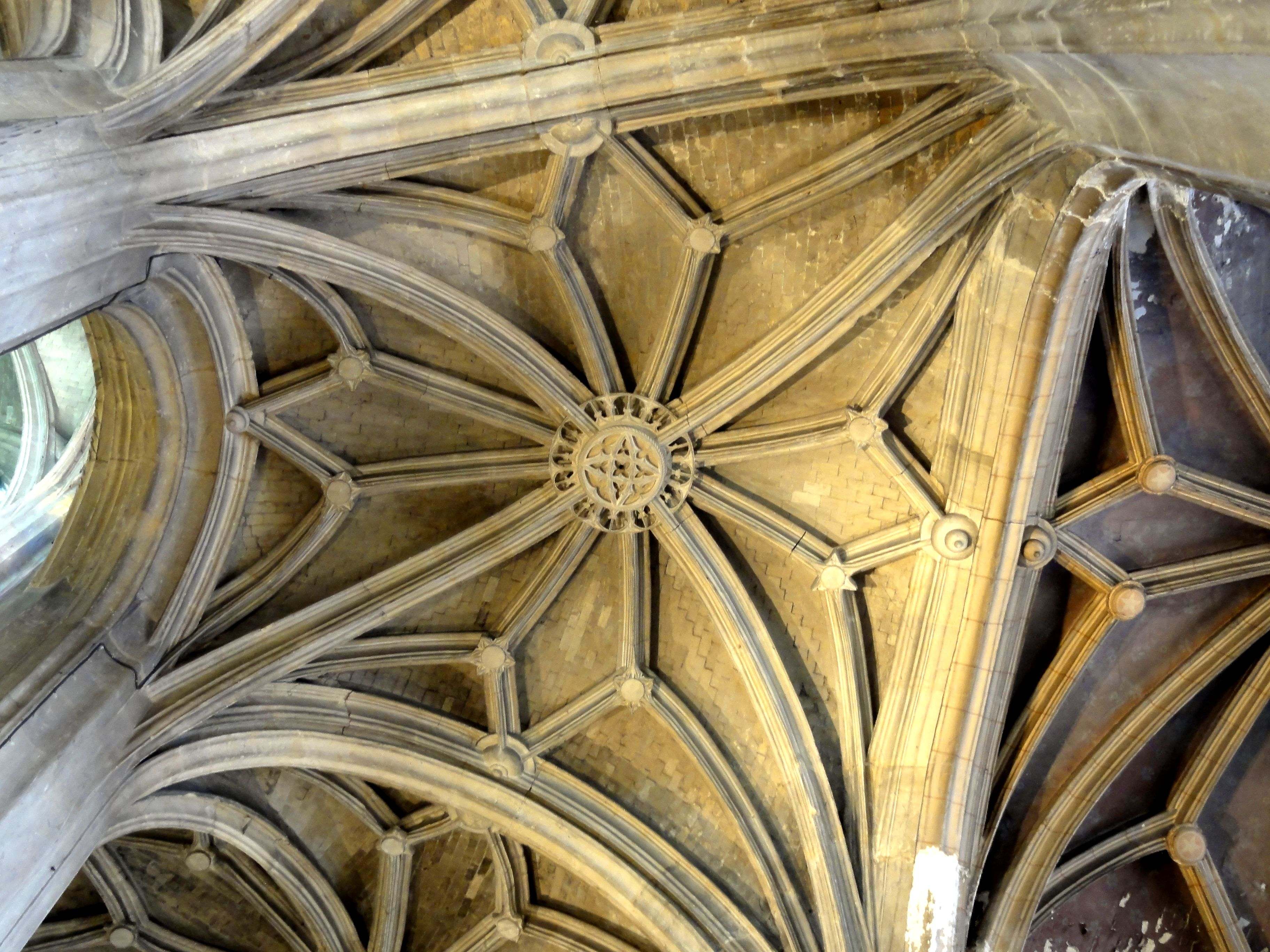
Voûte du déambulatoire.
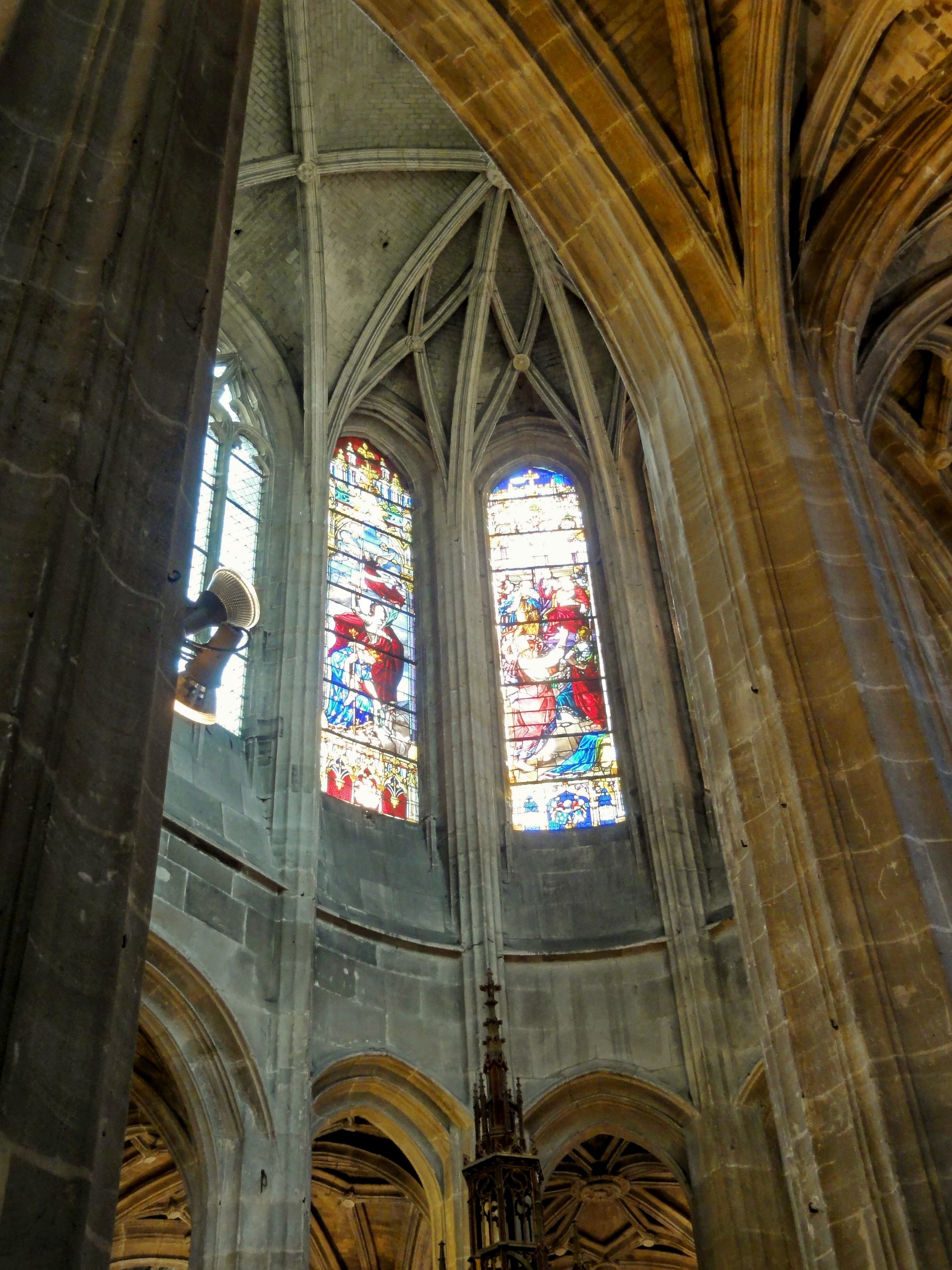
Abside, côté sud.

### Extérieur

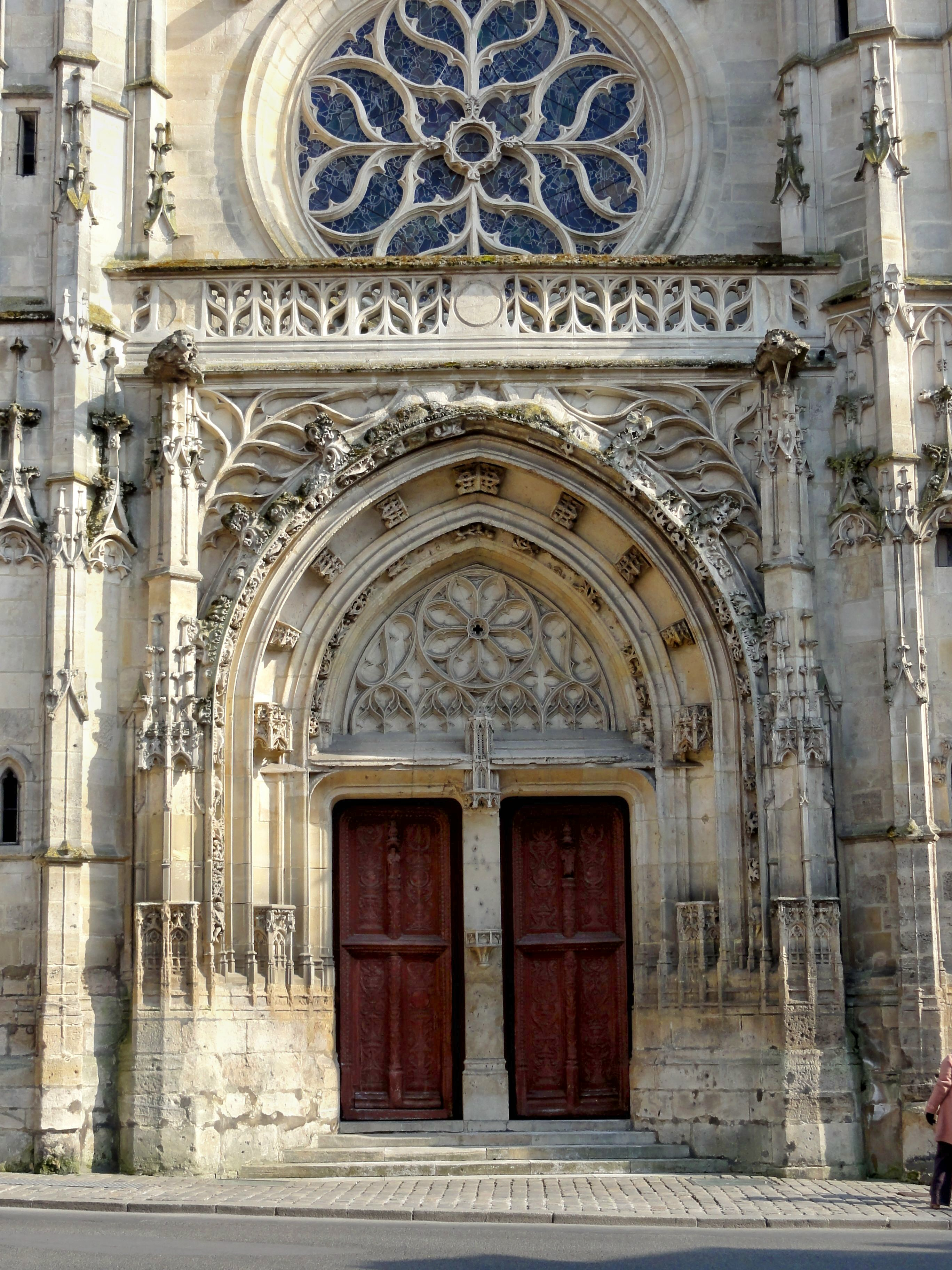
Portail occidental.

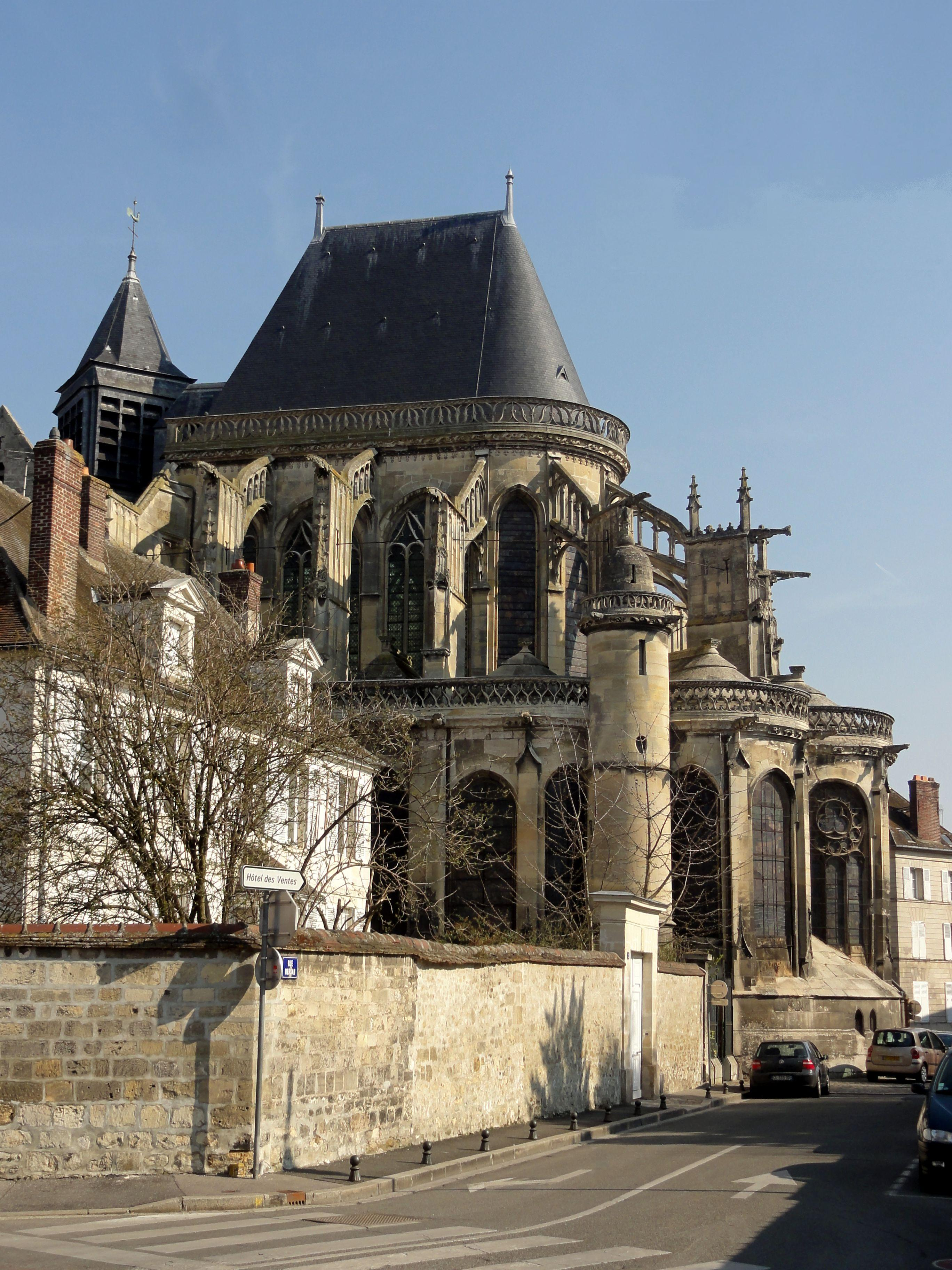
Chevet gothique flamboyant.

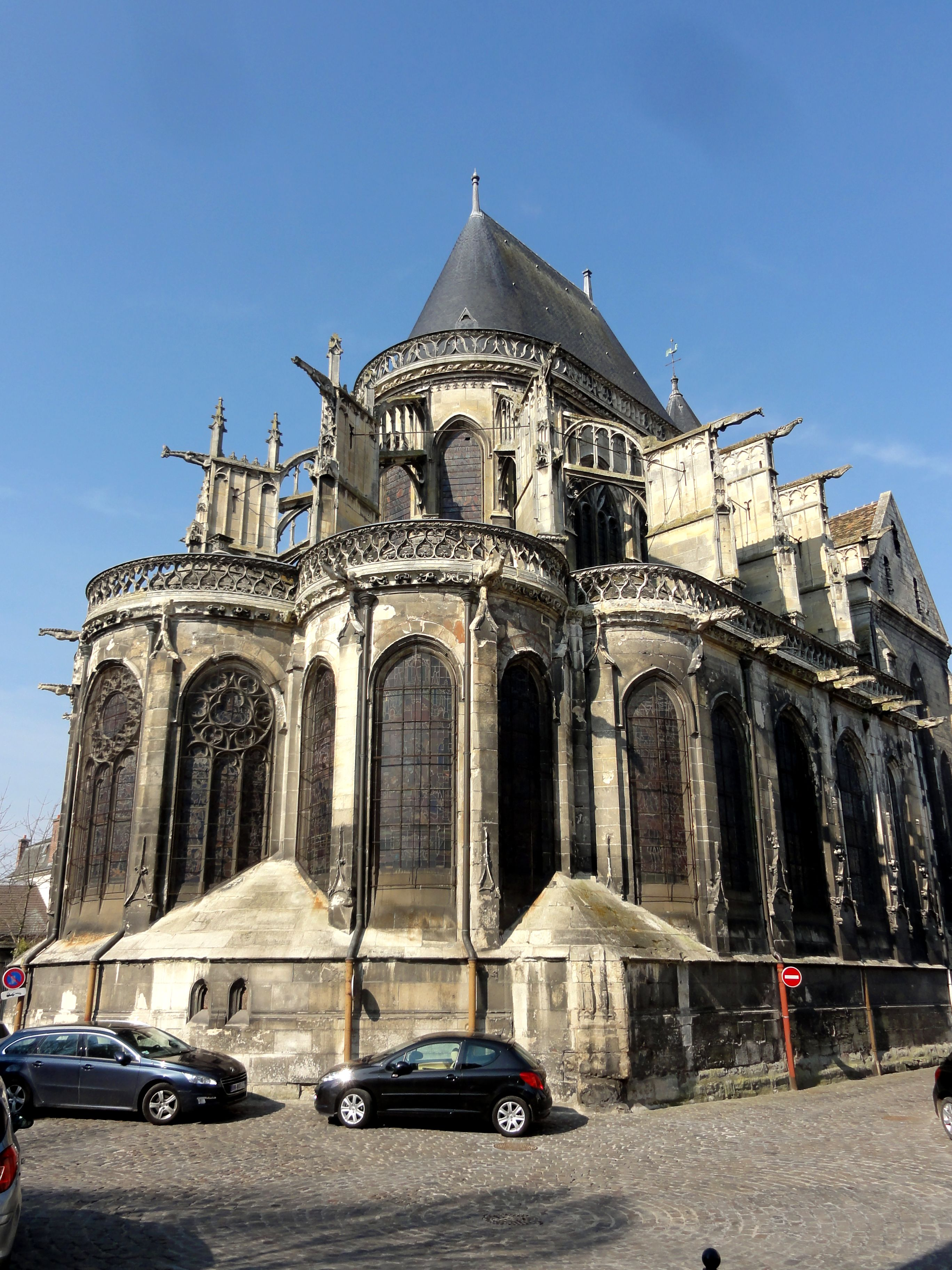
Le chœur, côté sud-ouest.

La façade occidentale, en réalité tournée vers le nord-ouest, et le chœur avec ses collatéraux et les chapelles rayonnantes offrent un intérêt architectural sans commune mesure avec les élévations latérales de la nef et des bas-côtés ou le transept. Les parties gothiques flamboyantes présentent une richesse de l'ornementation et une multitude de détails, qui contrastent avec l'austérité des parties du XIIIe siècle. Elle s'explique en partie par l'étroitesse des ruelles jouxtant l'église, empêchant de toute façon les passants d'apprécier le décor des façades, ainsi que par les remaniements coûtant à la nef et ses bas-côtés l'homogénéité de style, et la suppression des flèches et clochetons vers 1768. Mais une certaine économie des moyens, mise en évidence par la qualité médiocre des matériaux, pourrait également entrer en jeu. Au XVIe siècle tout au contraire, la somptuosité des façades semble bénéficier d'une priorité absolue, alors que l'intérieur de la nef est plutôt négligé.
Deux tours octogonales à demi engagées dans l'avant-nef flanquent la partie centrale de la façade correspondant à la nef. Leurs contreforts peu saillants sont agrémentés d'une succession de pinacles, garnis de crochets et accueillant chacun deux niches à statues en bas. Les murs des tours sont scandés de larmiers et décorés d'arcatures trilobées plaquées, qui sont en partie surmontées d'accolades. Les toits couverts d'ardoise sont le fruit des remaniements de 1768. Entre les tours, les rampants des pignons sont garnis de crochets, et le mur est percé d'un oculus quatre-feuilles. Le pignon est placé en retrait par rapport à la partie moyenne de la façade, dotée d'une grande rosace au réseau flamboyant complexe, et cette partie elle-même est placée en retrait par rapport à la partie basse comportant le portail. Ces ressauts sont mis à profit pour l'aménagement de galeries de circulation accessibles depuis les tours, et protégés par des balustrades ajourées de soufflets et mouchettes, selon des dessins différents pour les deux niveaux. Une double frise de végétaux court en dessous de la balustrade supérieure. Quant au portail, il est cantonné de deux petits contreforts décorés de pinacles à l'instar des contreforts des tours, et son archivolte en tiers-point possède un décor sculpté particulièrement généreux, avec à l'origine huit statues trouvant leur place dans la voussure centrale. Quatre autres niches se trouvent sur les piédroits : n'en restent que les socles et les dais. Les écoinçons sont remplis de mouchettes, si bien qu'aucune partie du mur ne reste nue. Le décor du tympan renvoie au Moyen Âge et n'est pas conforme à l'époque du portail, à savoir le début du XVIe siècle : il s'agit en effet d'une création moderne. Le trumeau entre les deux portes aux vantaux Renaissance est également moderne, mais les vantaux en bois taillés sont bien authentiques. Ils sont bien conservés, sauf les statuettes en bas-relief dans leur partie supérieure : l'une représentait saint Antoine, l'autre saint Jean-Baptiste, qui bénéficiait d'un culte particulière dans l'église au XVIe siècle.
Comme fréquemment à l'époque flamboyante, une multitude de petits animaux peuplent la façade et plus particulièrement les arcades et accolades, et les deux gargouilles sous la balustrade inférieure sont des chimères. Les façades occidentales des bas-côtés sont travaillées selon les mêmes principes, avec toutefois moins d'exubérance. D'étranges personnages se détachent sur les socles des niches à statues occupant les angles, et des chimères reposent sur les extrémités des demi-pignons des toits en appentis. Il est à noter que la façade d'origine se trouvait derrière la façade actuelle, édifiée en même temps que l'avant-nef. Latéralement, le style flamboyant a laissé son empreinte sur les réseaux des fenêtres de la plupart des chapelles des bas-côtés, qui sont généralement à trois formes, surmontées par des soufflets et mouchettes. Toutes les fenêtres du XIIIe siècle ainsi que celles repercées après 1768 sont par contre dépourvues de remplage. Les murs restent sans le moindre décor, exception faite de simples sourcils au-dessus des fenêtres hautes d'origine, et les arcs-boutants des murs hauts sont réduits à la plus simple expression, aux culées recouverts de chaperons pour des motifs fonctionnels. Les toits des bas-côtés ont été abaissés à leur niveau actuel en 1893 pour allonger les fenêtres hautes de la nef. Aucune particularité n'est à relever sur les pignons du transept, qui accusent toujours l'amputation de leurs clochetons, et la sacristie des années 1860 s'accole au croisillon sud. Le nord conserve un triplet du XIIIe siècle, dont la hauteur de la fenêtre centrale dépasse celle des deux autres plus que d'habitude.
Le haut comble du vaisseau central du chœur avec son toit pentu se remarque de loin et attire l'attention sur cette partie de l'édifice, d'autant plus qu'il dépasse nettement en hauteur le moignon du clocher sur la croisée du transept. L'abside décrit un hémicycle, et le toit est ici semi-conique, alors qu'il présente une croupe face au transept. Les trois grandes chapelles rayonnantes possèdent également des absides en hémicycle, et les chapelles au début du déambulatoire se terminent en quart-de-cercle. Même les fenêtres suivent ce profil, ce qui constitue une particularité. Contrairement à l'abside du vaisseau central, les chapelles sont couvertes par des toits individuels à faible pente et permettent ainsi au jour de pénétrer dans l'église par les fenêtres hautes. Les deux sacristies entre les chapelles rayonnantes ont été signalées. Le bloc à l'angle sud-est de l'église est plein et ne contient donc aucun local, et du côté opposé, se trouve une petite tour ronde, anciennement dite la tour Saint-Léonard. Les petits contreforts des chapelles sont tous ornés d'un pinacle plaquée, se terminent par une accolade et sont dominés par une gargouille de grandes dimensions. Les fenêtres des chapelles sont en arc à peine brisé, et dans la chapelle de l'axe qui est la seule à posséder des fenêtres à remplage, elles sont même en plein cintre. Les éléments qui marquent le plus le chevet sont toutefois les balustrades ajourées qui couronnent les murs des chapelles, des collatéraux et de l'abside, et encore plus les élégants arcs-boutants de l'abside, d'une grande finesse. Ils sont à double volée, et les deux niveaux sont reliés entre eux par des meneaux. Les culées se présentent comme de larges pans de mur, avec deux niches à statue regardant vers l'extérieur, quatre arcatures plaquées sur chaque face et un couronnement de deux pinacles et d'une gargouille. Une double corniche, l'une de petites arcatures, l'autre de végétaux, court sur le mur de l'abside. Dans son ensemble, le chœur de Saint-Antoine est un véritable chef-d'œuvre de l'art flamboyant.

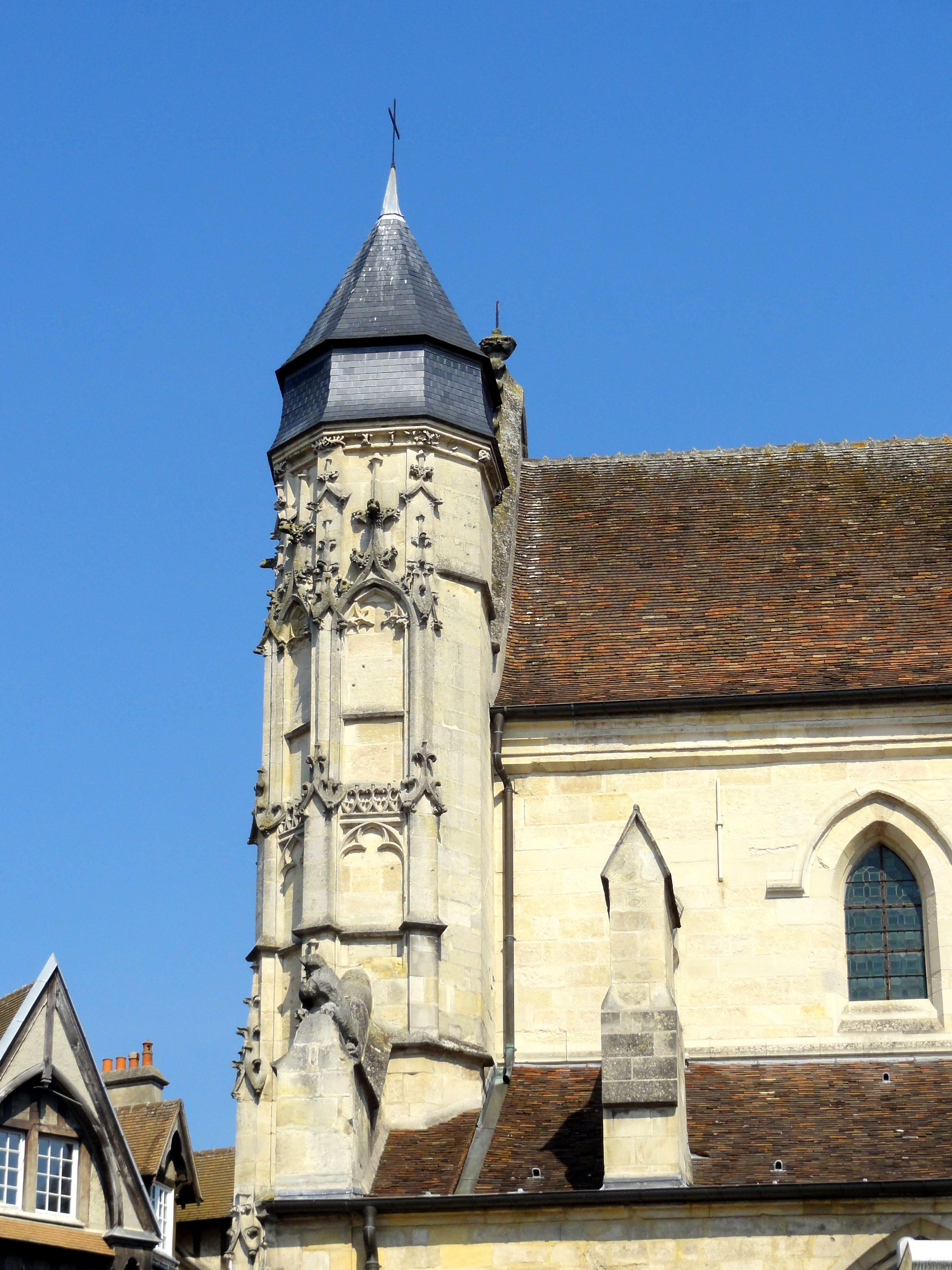
Tour de façade sud.
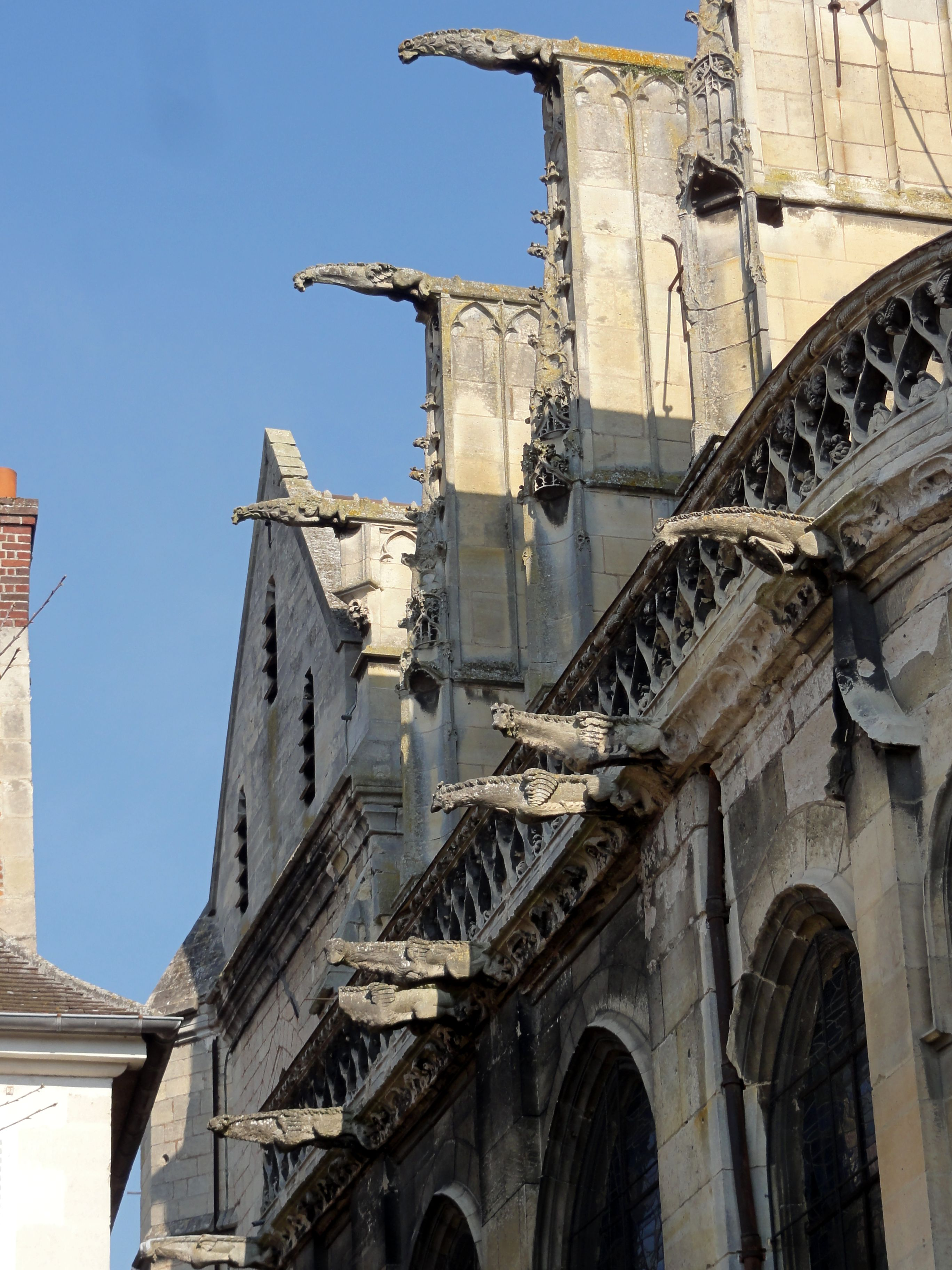
Gargouilles du chœur.
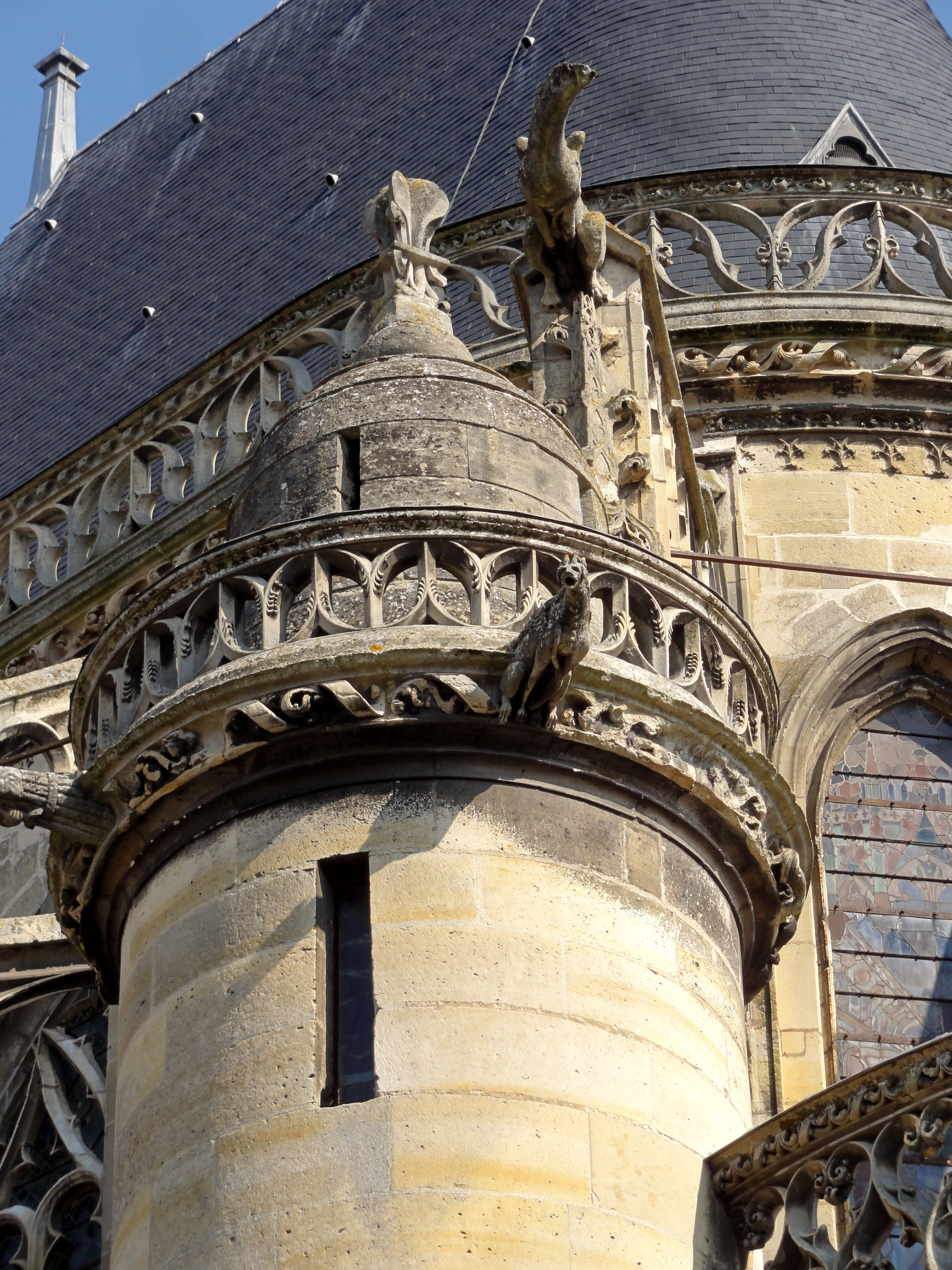
Tour Saint-Léonard.
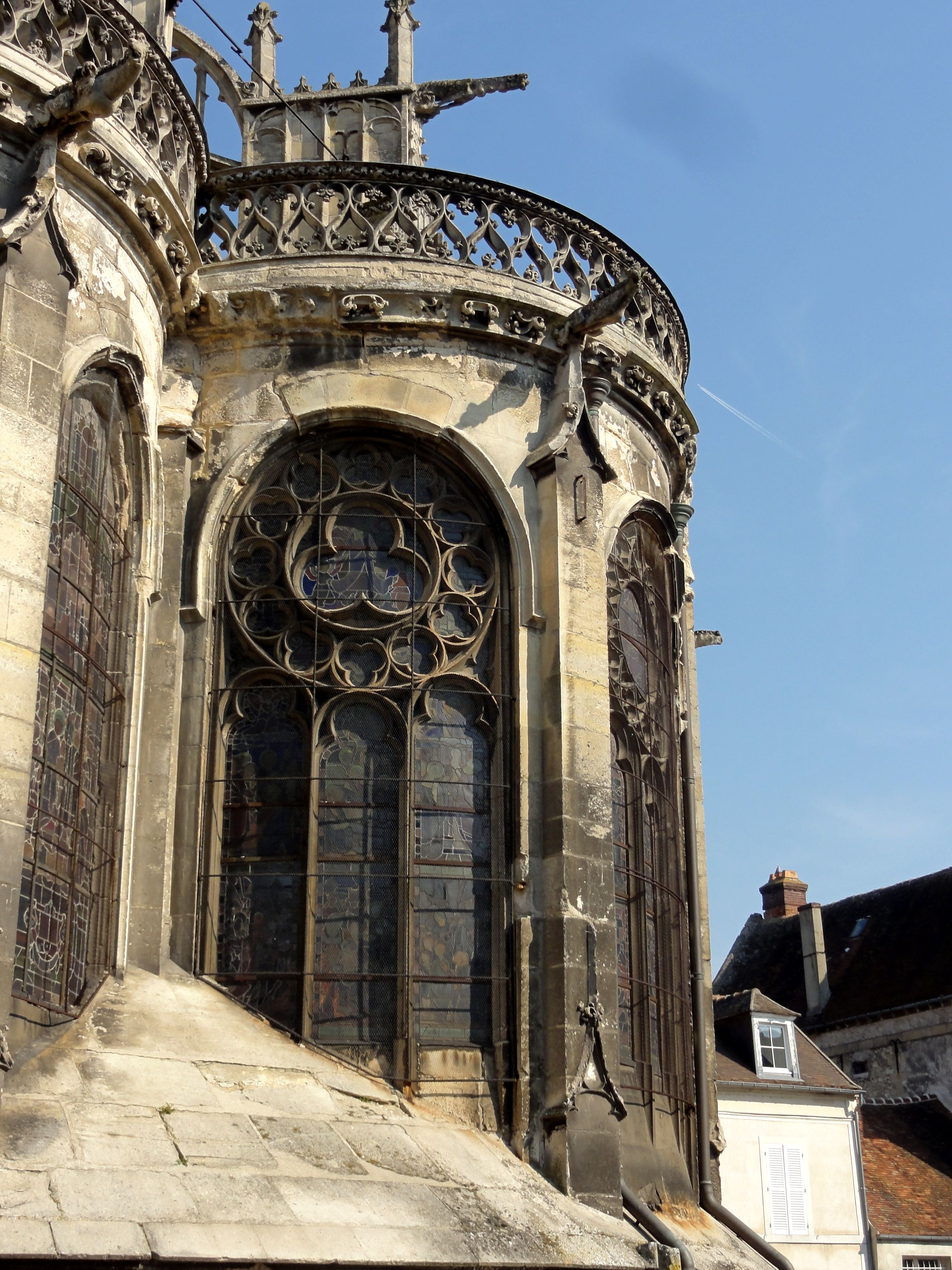
Chapelle d'axe.
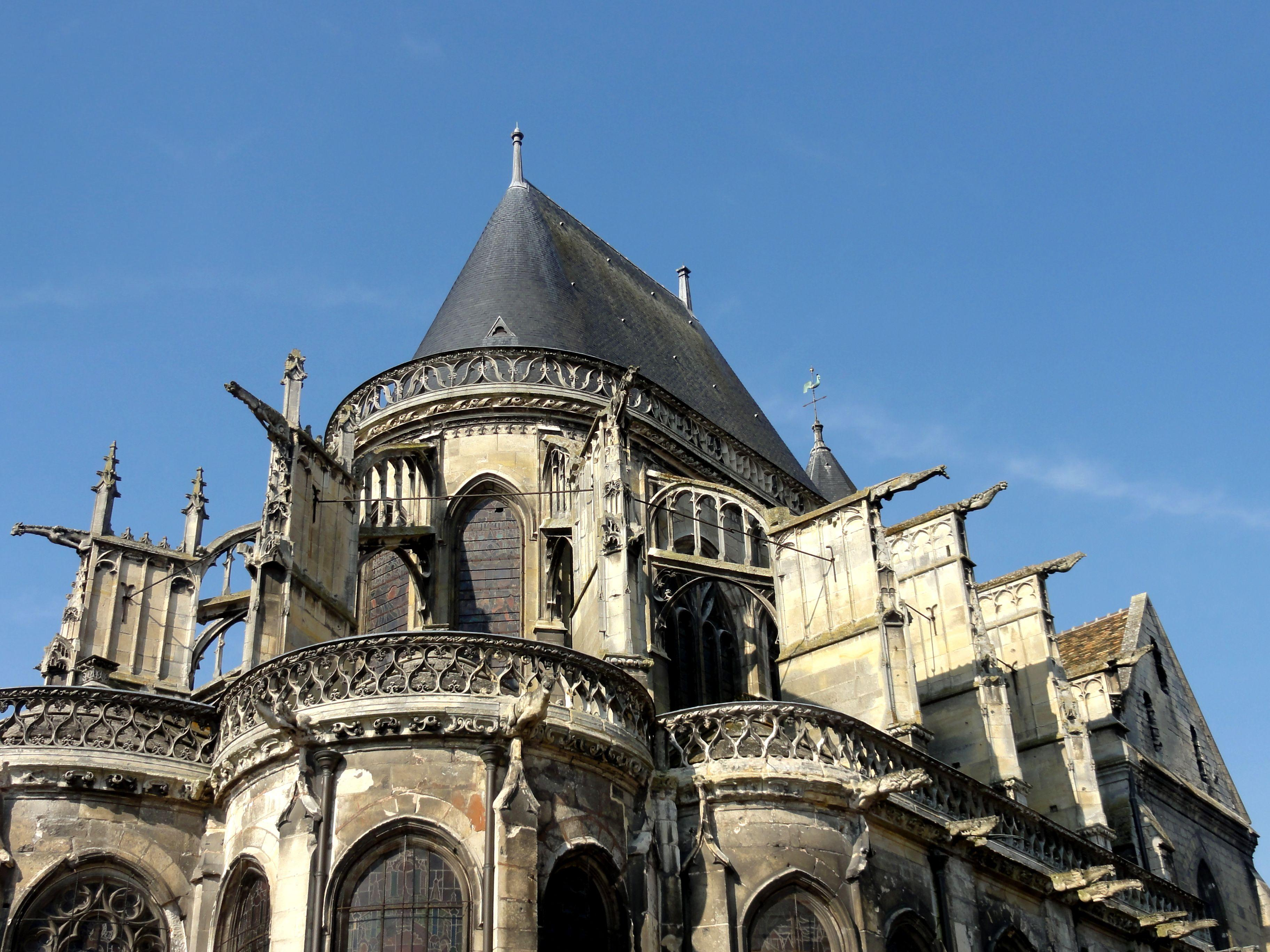
Parties hautes de l'abside.

## Mobilier

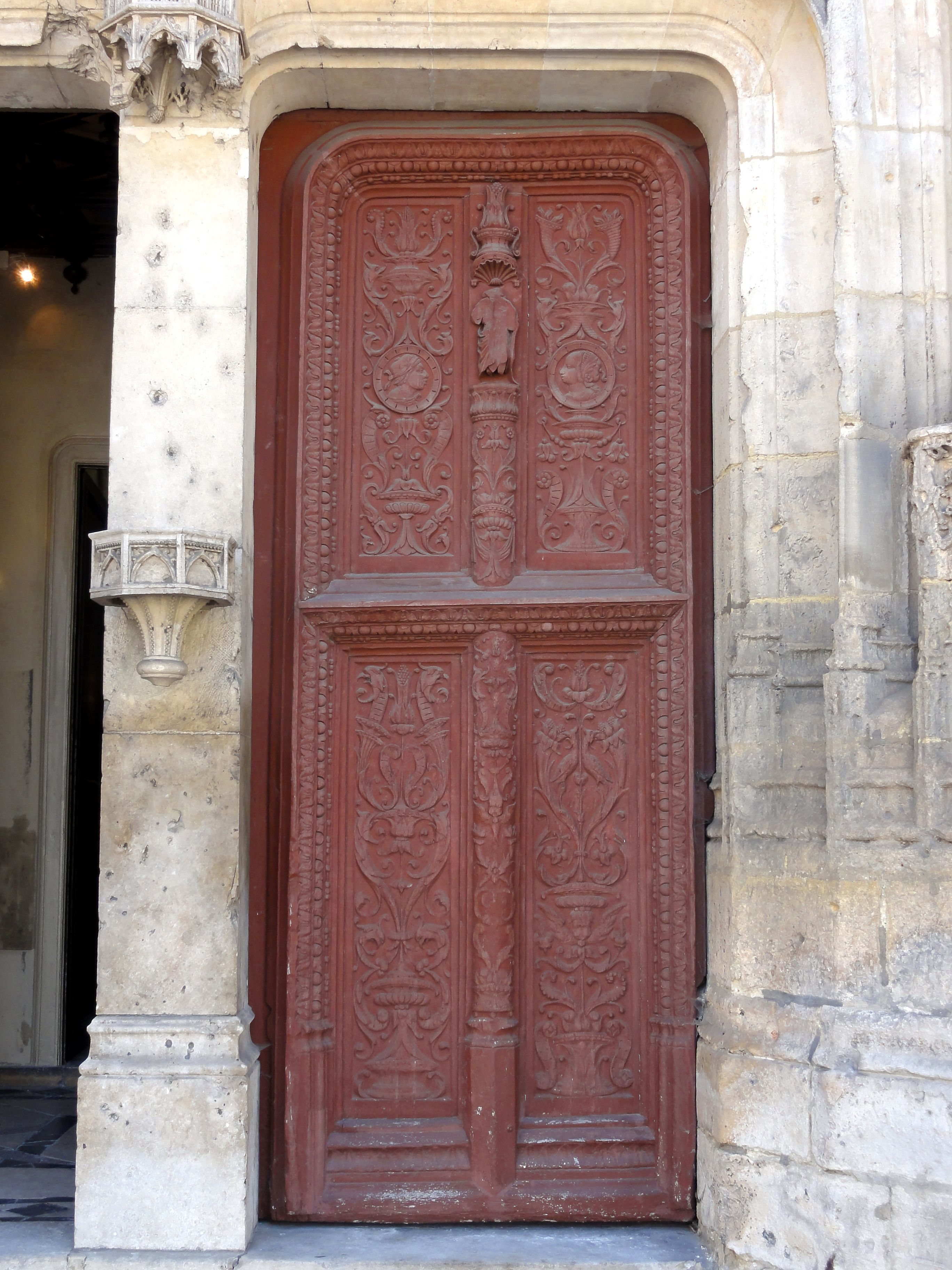
Vantail du portail occidental.
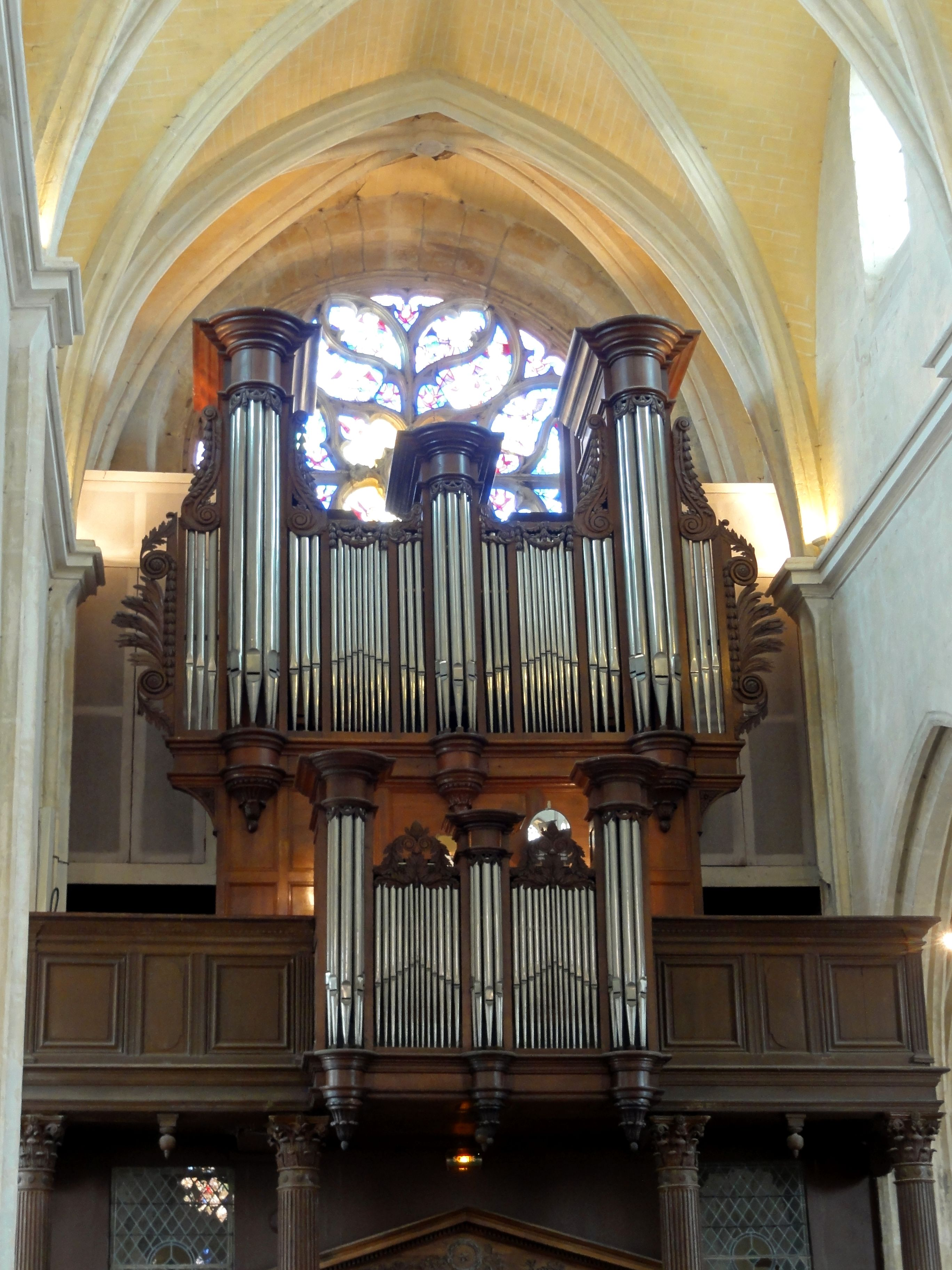
Orgue de tribune.
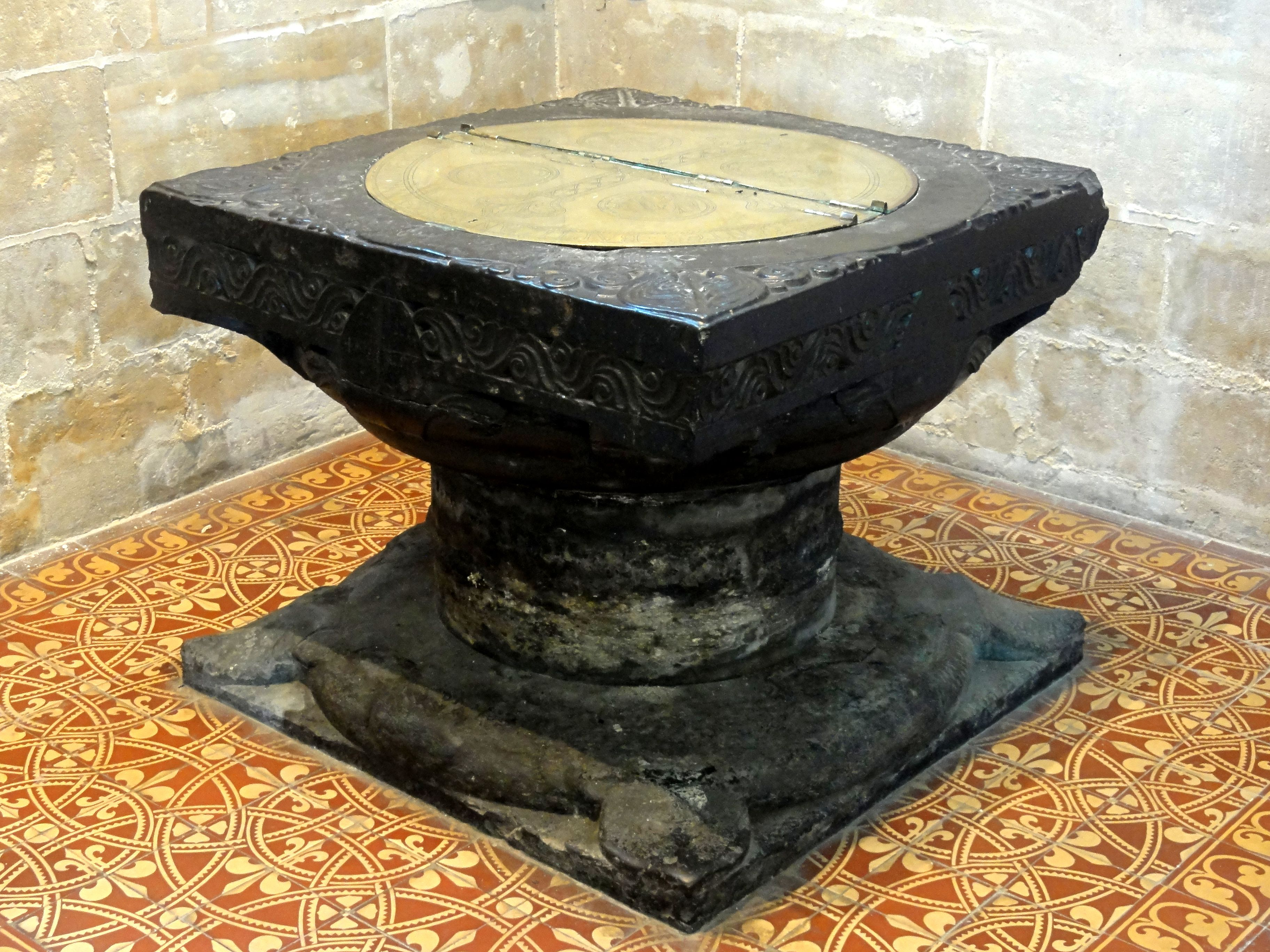
Fonts baptismaux.
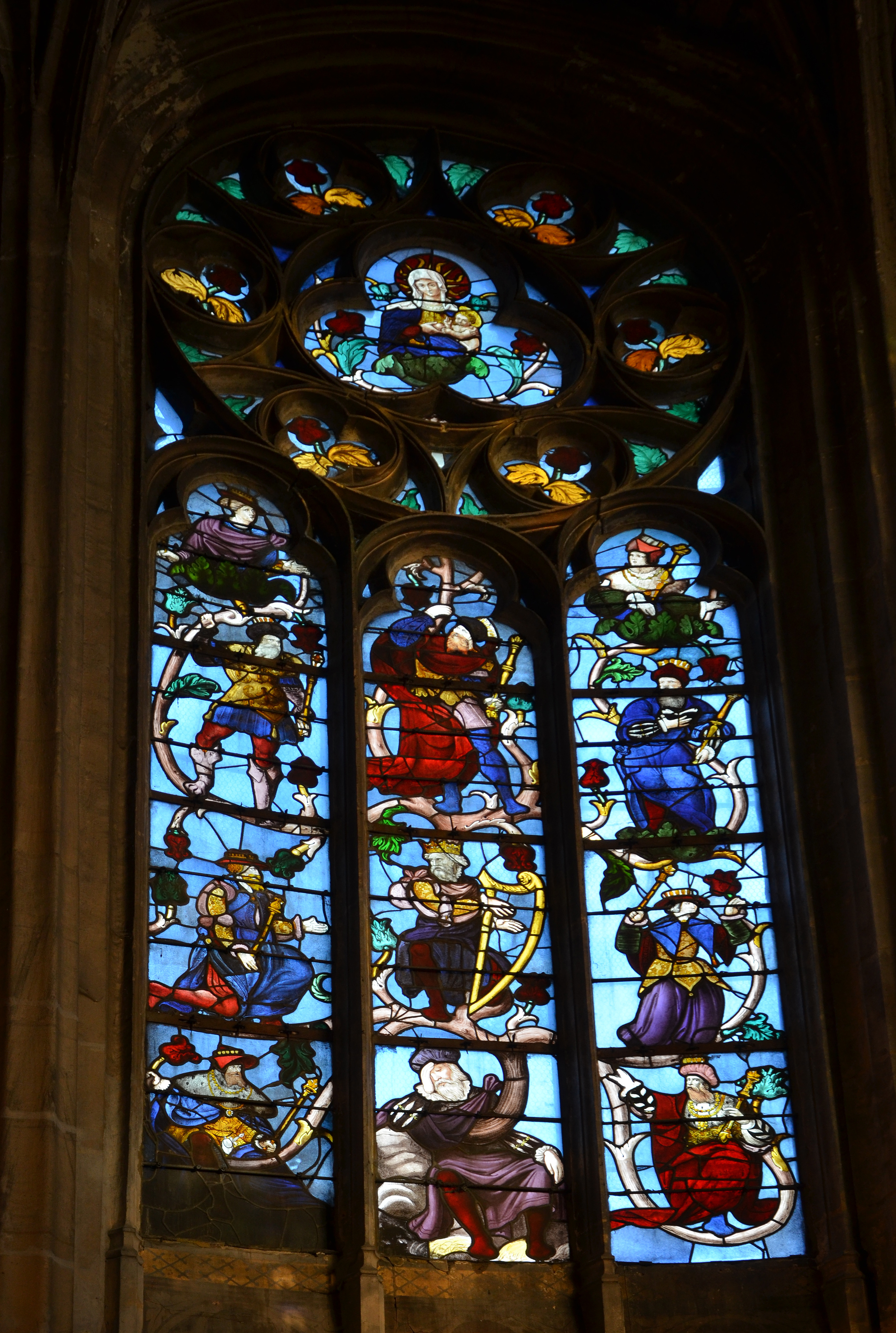
Arbre de Jessé.
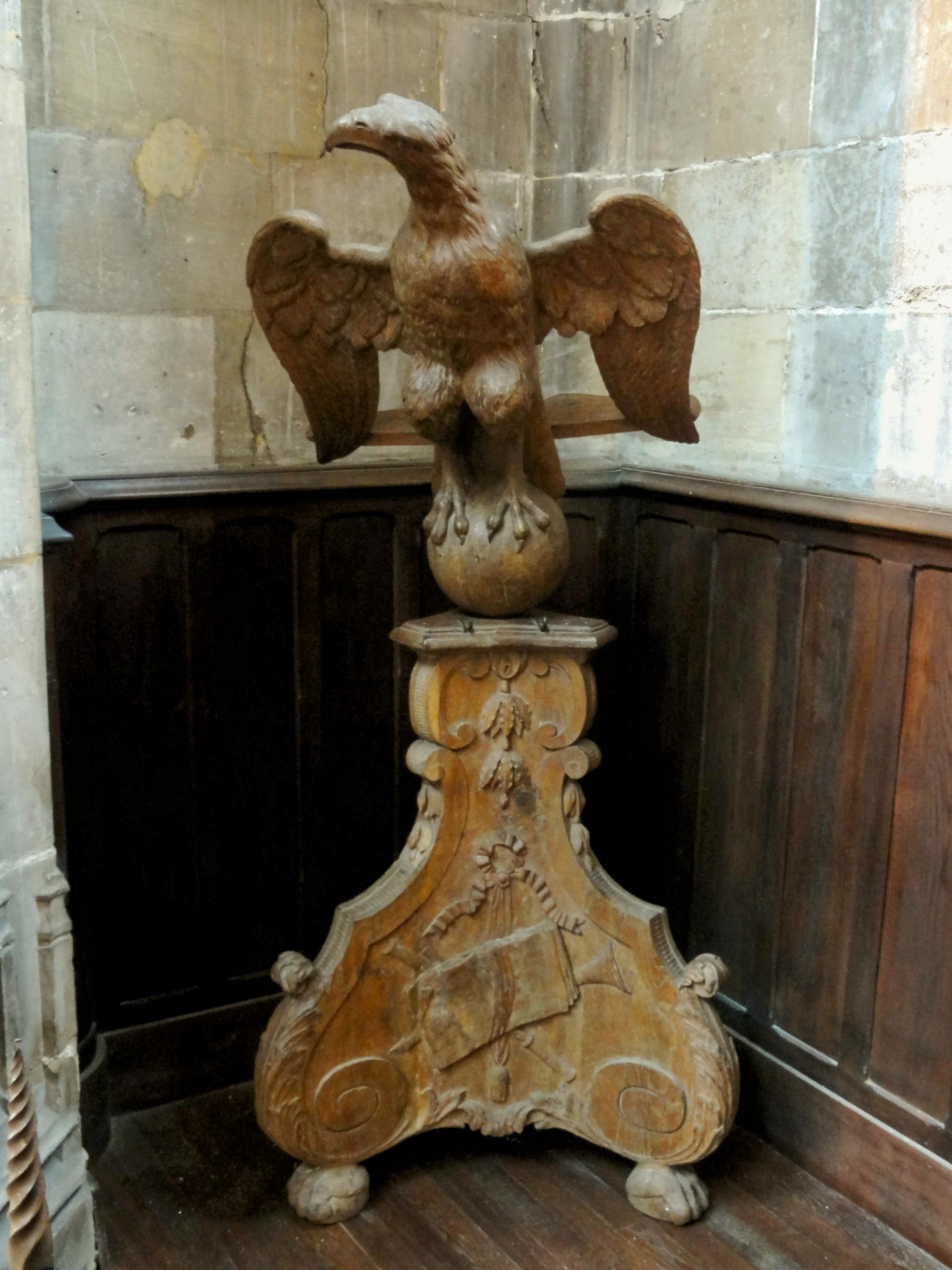
Aigle-lutrin.

L'église Saint-Antoine renferme douze éléments de mobilier classés monument historique au titre objet, ou au titre immeuble en même temps que l'église :
- Les deux vantaux en chêne du portail occidental, datant du premier quart du XIIIe siècle[19] ;
- La partie instrumentale de l'orgue de tribune, construite en 1832 par Caulier en remplacement de l'instrument précédent détruit à la Révolution, puis entièrement reconstruite par le facteur bruxellois Adrien van Bever en 1882, ne laissant en place que la façade[20]. L'orgue comporte 3 380 tuyaux regroupés en 25 jeux et est installée sur une tribune d'époque Louis XVI ;
- Les fonts baptismaux en pierre noire de Tournai, réalisés par les ateliers de l'Escaut, datant du XIIe siècle et provenant de la chapelle du crucifix de l'abbatiale Saint-Corneille, sauf le couvercle qui est moderne[21] ;
- Un tableau peint à l'huile sur bois, représentant la Mise au tombeau, attribuée à une école française et datant du XVIe siècle[22] ;
- Un tableau peint à l'huile sur toile et représentant le martyre de saint Cyprien de Carthage[23] ;
- Un tableau d'autel peint à l'huile sur toile et représentant l'abbesse de Royallieu devant la relique de la Vraie Croix, ainsi que son cadre, ensemble homogène datant du XVIIe siècle[24] ;
- Un tableau d'autel peint à l'huile sur toile représentant la communion de saint Claude, attribuée à l'école française du XVIIIe siècle (œuvre disparue)[25] ;
- Le vitrail dans la chapelle de la Vierge représentant l'arbre de Jessé, provenant de l'église de Gilocourt et datant du premier quart du XIIIe siècle, mais gravement endommagé à deux reprises et ne comprenant plus que quelques éléments anciens[26] (les autres vitraux de l'église étant modernes) ;
- L'aigle-lutrin en chêne taillé, datant du dernier quart du XVIIIe siècle[27] ;
- La dalle funéraire à effigie gravée de deux prieurs du XIVe siècle, presque entièrement effacée[28] ;
- La dalle funéraire à effigie gravée du curé Nicolas Michon, datant de 1621, aux gravures presque effacées[29] ;
- La dalle funéraire à effigie gravée de Raoul Happars et de sa femme, datant du premier quart du XVe siècle, aux gravures presque effacées[30].

Une Vierge à l'Enfant sculptée dans un bloc de plâtre et attribuée à Jean-Jacques Caffieri (1725-1792) est exposée dans une des chapelles. Elle n'est pas classée.

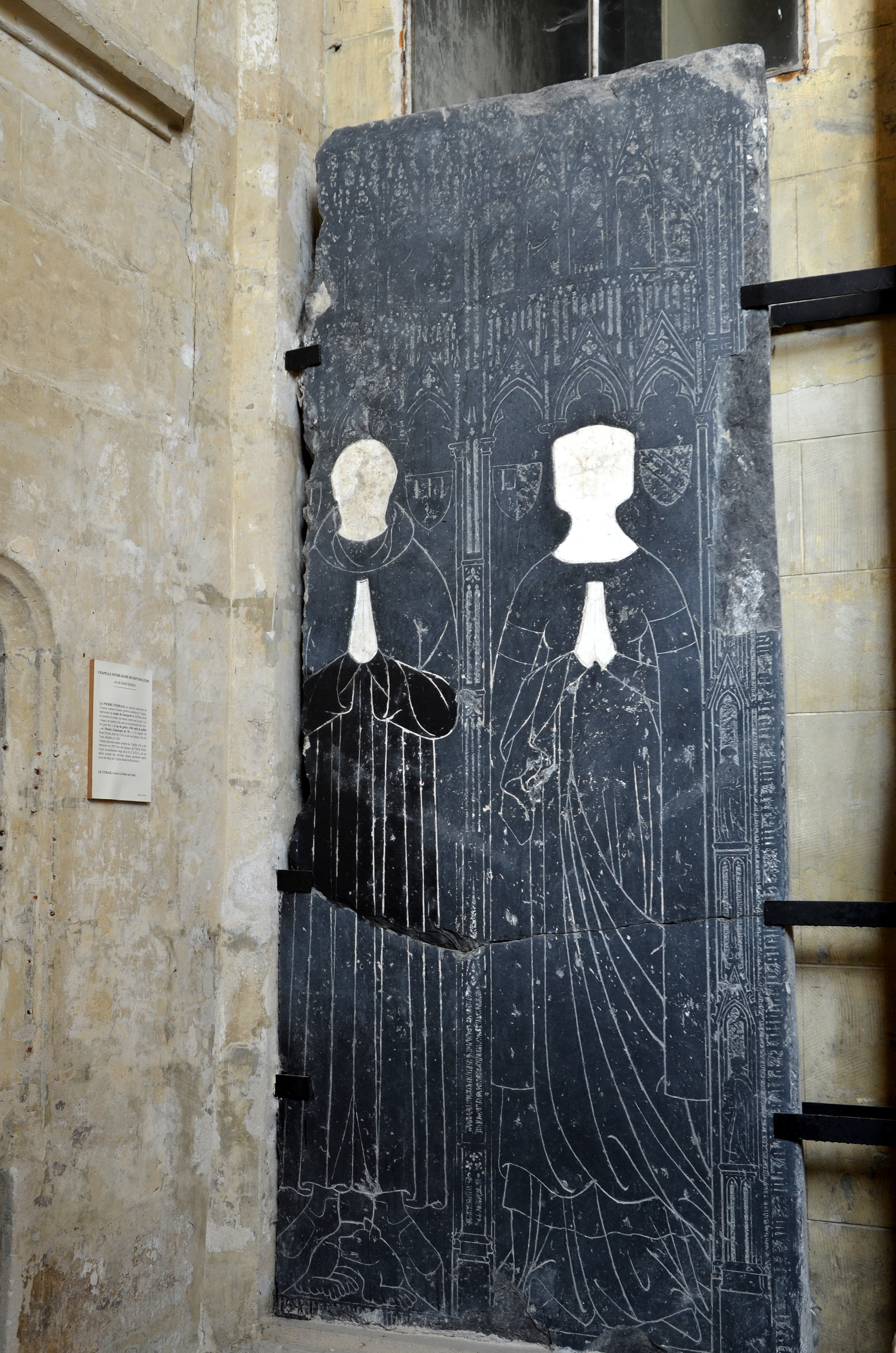
Dalle funéraire de deux prieurs du XIVe siècle.
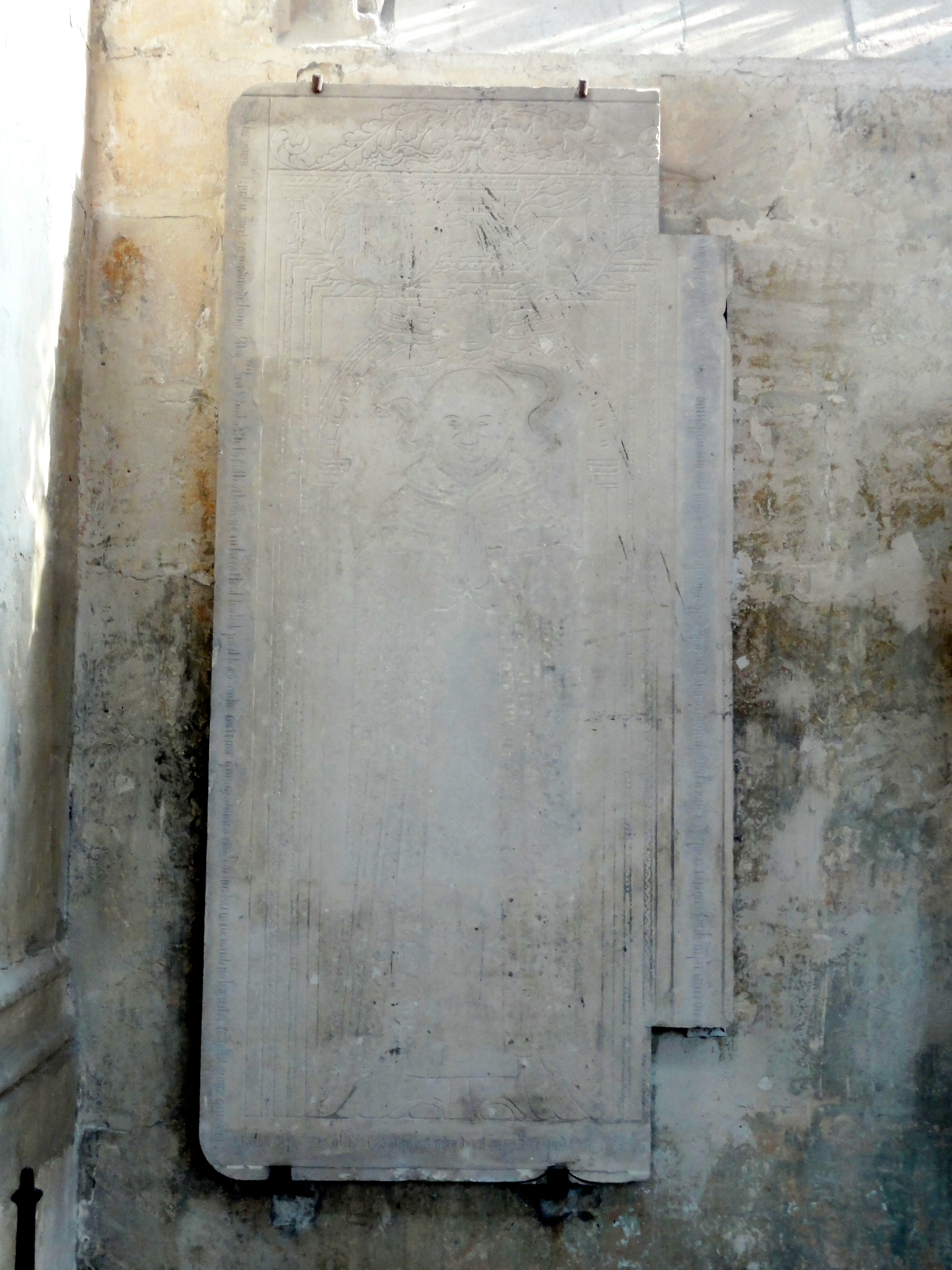
Dalle funéraire du curé Nicolas Michon de 1621.
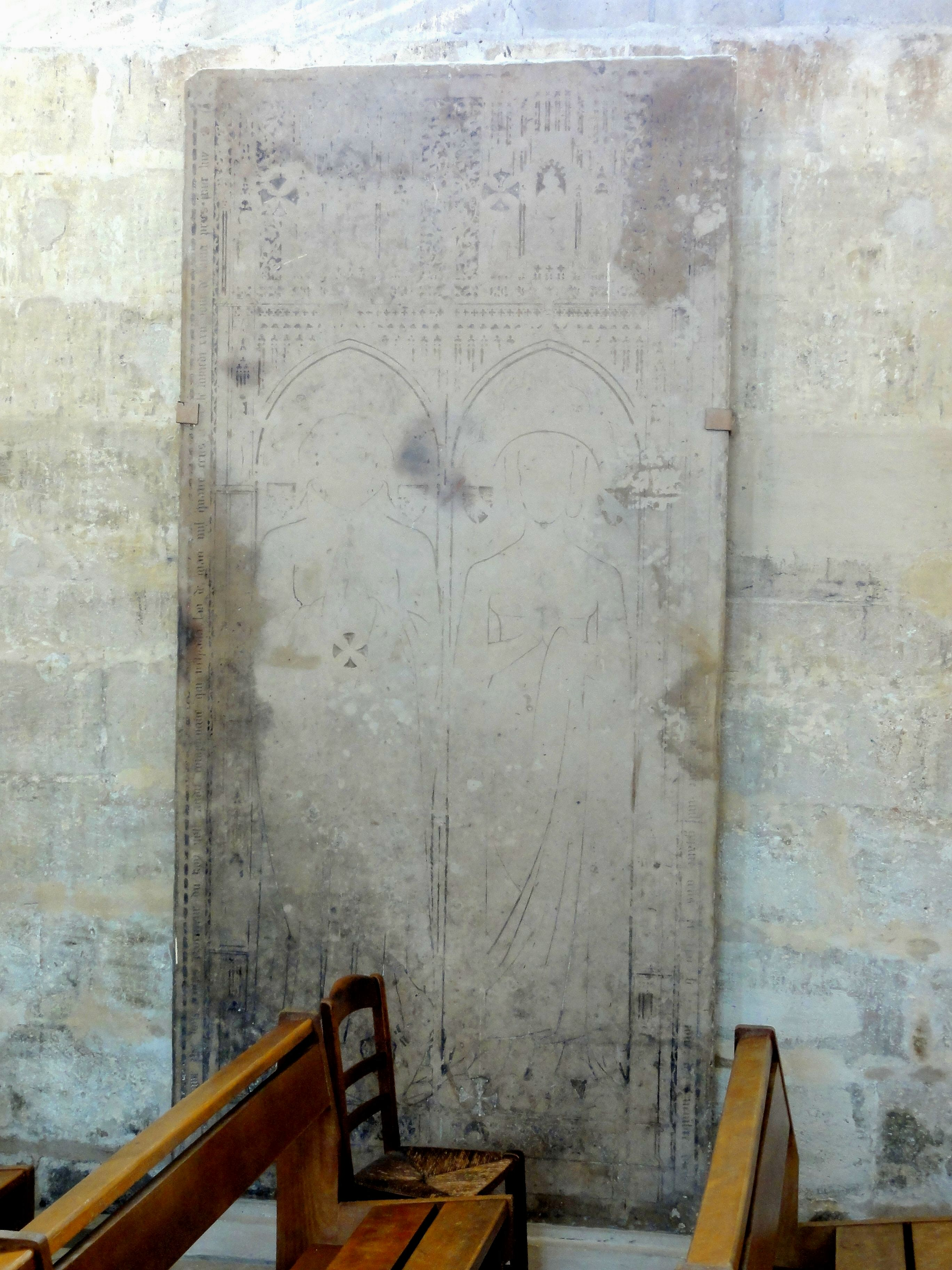
Dalle funéraire de Raoul Happars et de sa femme.
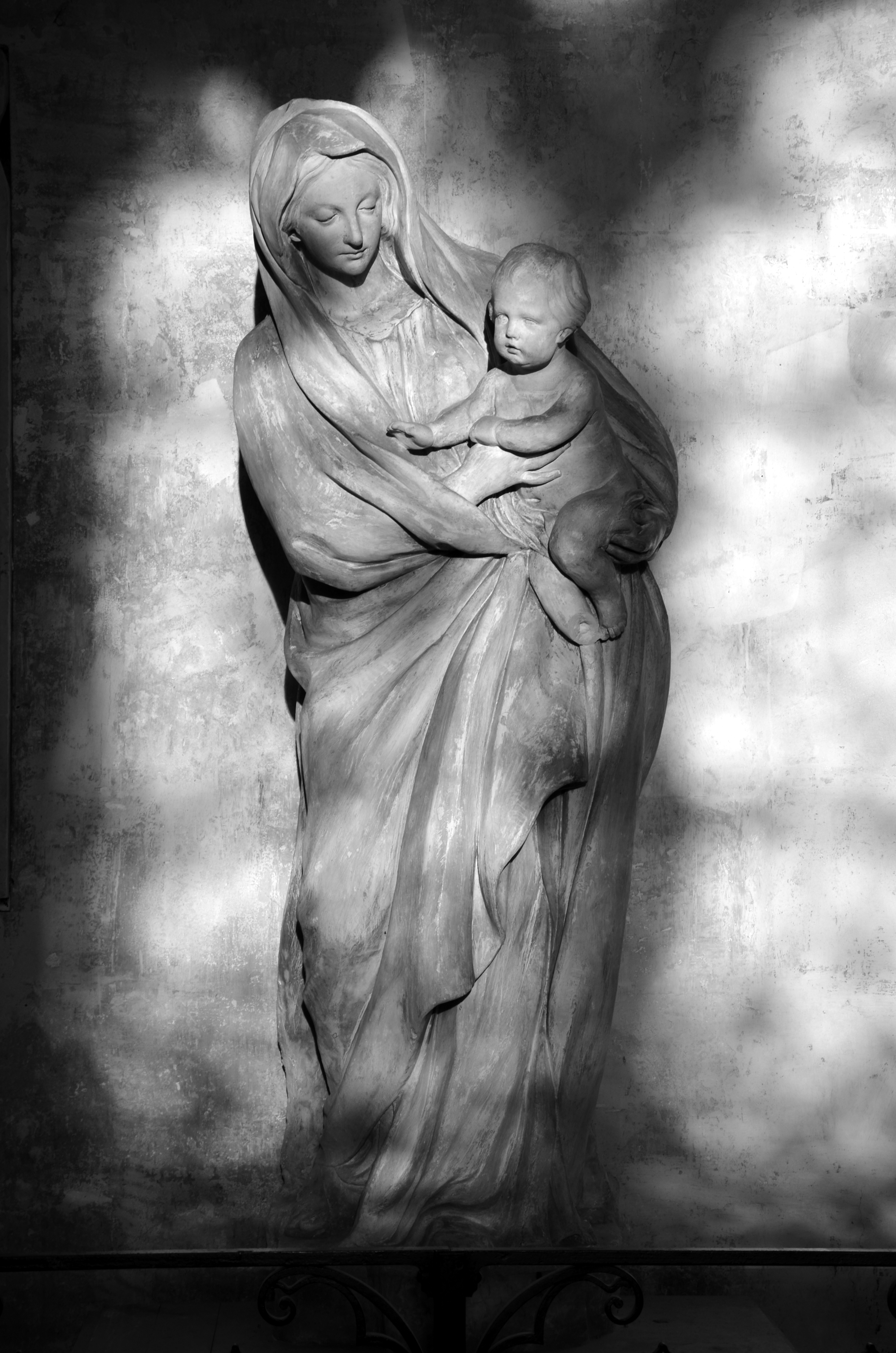
Vierge à l'Enfant attribuée à Jean-Jacques Caffieri.